# Puntate di Un giorno in pretura
Questa voce raccoglie i dettagli delle puntate del programma televisivo di Un giorno in pretura su Rai 3.

## Edizioni diIn pretura
- 20 novembre 1985 - 15 gennaio 1986 - 9 puntate in onda al mercoledì alle 19:35.
- 28 novembre 1986 - 27 febbraio 1987 - 12 puntate in onda al venerdì alle 19:35.

## Edizioni diUn giorno in pretura

### 1988
| ed. | Data              | Titolo                                                 | Tribunale-Pretura   |
| --- | ----------------- | ------------------------------------------------------ | ------------------- |
| 1   | 18 gennaio 1988   | Atti osceni in luogo pubblico                          | Torino              |
| 1   | 18 gennaio 1988   | Lite tra due donne (moglie ed ex)                      | Torino              |
| 1   | 18 gennaio 1988   | Rissa in autobus                                       | Torino              |
| 2   | 25 gennaio 1988   | Furto di tossicodipendenti                             | Roma                |
| 2   | 25 gennaio 1988   | Furto di zingare                                       | Roma                |
| 2   | 25 gennaio 1988   | Furto in appartamento                                  | Roma                |
| 3   | 1º febbraio 1988  | Accusa di poche cure alla figlia                       | Trieste             |
| 3   | 1º febbraio 1988  | Lite condominiale                                      | Trieste             |
| 3   | 1º febbraio 1988  | Guida in stato di ubriachezza                          | Trieste             |
| 4   | 8 febbraio 1988   | Rissa in sala giochi                                   | Torino              |
| 4   | 8 febbraio 1988   | Spaccio di stupefacenti                                | Torino              |
| 5   | 15 febbraio 1988  | Violazione di domicilio                                | Trieste             |
| 5   | 15 febbraio 1988  | Lite fra amanti                                        | Trieste             |
| 5   | 15 febbraio 1988  | Moglie percossa dal marito                             | Trieste             |
| 6   | 22 febbraio 1988  | Furto di benzina da un'auto                            | Roma                |
| 7   | 29 febbraio 1988  | Lite condominiale                                      | Bologna             |
| 7   | 29 febbraio 1988  | Denuncia ad un pranoterapeuta                          | Bologna             |
| 8   | 7 marzo 1988      | Lite tra due ex conviventi                             | Torino              |
| 8   | 7 marzo 1988      | Contestazione di colpa per incidente stradale          | Torino              |
| 9   | 14 marzo 1988     | Scippo                                                 | Roma                |
| 9   | 14 marzo 1988     | Scasso porta di un chiosco bar                         | Roma                |
| 10  | 21 marzo 1988     | Furto d'auto con scasso                                | Napoli              |
| 10  | 21 marzo 1988     | Fornaio accusato di panificare di notte                | Napoli              |
| 10  | 21 marzo 1988     | Furto d'auto                                           | Napoli              |
| 10  | 21 marzo 1988     | Ricettazione d'auto                                    | Napoli              |
| 11  | 28 marzo 1988     | Maria Carla C.: una storia di violenza                 | Roma                |
| 12  | 4 aprile 1988     | Donna picchiata dal marito                             | Trieste             |
| 12  | 4 aprile 1988     | Processo per truffa                                    | Trieste             |
| 13  | 11 aprile 1988    | Furto in auto                                          | Roma                |
| 13  | 11 aprile 1988    | Infortunio sul lavoro                                  | Roma                |
| 13  | 11 aprile 1988    | Furto di autoradio in macchina                         | Roma                |
| 14  | 18 aprile 1988    | Vandalismo di tifosi                                   | Torino              |
| 15  | 25 aprile 1988    | Oltraggio e possesso di portafoglio altrui             | Bologna             |
| 15  | 25 aprile 1988    | Lite condominiale                                      | Bologna             |
| 15  | 25 aprile 1988    | Madre favorisce condanna del figlio                    | Bologna             |
| 16  | 2 maggio 1988     | Frode alimentare                                       | Torino              |
| 16  | 2 maggio 1988     | Discussione fra coniugi                                | Torino              |
| 16  | 2 maggio 1988     | Atti osceni                                            | Torino              |
| 17  | 9 maggio 1988     | Furto di autoradio                                     | Roma                |
| 17  | 9 maggio 1988     | Furto in appartamento                                  | Roma                |
| 17  | 9 maggio 1988     | Scippo giovane arabo                                   | Roma                |
| 18  | 16 maggio 1988    | Furto                                                  | Roma                |
| 19  | 23 maggio 1988    | Droga ed un milione scomparso                          | Cagliari            |
| 19  | 23 maggio 1988    | Zingari e accattonaggio                                | Cagliari            |
| 19  | 23 maggio 1988    | Imputato di oltraggio                                  | Cagliari            |
| 20  | 30 maggio 1988    | Furto e spaccio di droga                               |                     |
| 21  | 6 giugno 1988     | Processo Piperno                                       | Roma                |
| 22  | 13 giugno 1988    | Malato di AIDS                                         | Milano              |
| 22  | 13 giugno 1988    | Tentato furto                                          | Milano              |
| 22  | 13 giugno 1988    | Lite tra lavoratori                                    | Milano              |
| 23  | 20 giugno 1988    | Lite condominiale                                      | Bologna             |
| 23  | 20 giugno 1988    | Furto di auto di un ex tossicodipendente               | Bologna             |
| 23  | 20 giugno 1988    | Oltraggio a pubblico ufficiale                         | Bologna             |
| 24  | 19 settembre 1988 | Contraffazione jeans                                   | Roma                |
| 24  | 19 settembre 1988 | Atti osceni di una trans                               | Roma                |
| 25  | 26 settembre 1988 | Ricettazione assegni                                   | Torino              |
| 25  | 26 settembre 1988 | Ragazzi in una 500                                     | Torino              |
| 25  | 26 settembre 1988 | Oltraggio a pubblico ufficiale                         | Torino              |
| 26  | 3 ottobre 1988    | Stupro metro Spagna                                    | Roma                |
| 27  | 10 ottobre 1988   | Tentato furto di una tossicodipendente in appartamento | Roma                |
| 27  | 10 ottobre 1988   | Detenuto oltraggia guardia carceraria                  | Roma                |
| 28  | 17 ottobre 1988   | Furto distinto signore in negozio                      | Cagliari            |
| 28  | 17 ottobre 1988   | Lesioni durante sciopero                               | Cagliari            |
| 28  | 17 ottobre 1988   | Furto d'auto - militare di leva                        | Cagliari            |
| 29  | 24 ottobre 1988   | Usura                                                  | San Severino Marche |
| 30  | 31 ottobre 1988   | Professionista di furti con scasso                     | Torino              |
| 30  | 31 ottobre 1988   | Estorsione di un egiziano al'ex convivente             | Torino              |
| 31  | 7 novembre 1988   | Furto con destrezza in negozio                         | Salerno             |
| 31  | 7 novembre 1988   | Lite tra sorella e cognata                             | Salerno             |
| 31  | 7 novembre 1988   | Furto d'olive                                          | Salerno             |
| 32  | 14 novembre 1988  | Lesioni a venditore ambulante                          | Roma                |
| 32  | 14 novembre 1988  | Minacce a mano armata "Bang bang"                      | Roma                |
| 33  | 21 novembre 1988  | Furto di un capriolo                                   | Pordenone           |
| 33  | 21 novembre 1988  | Rissa al ristorante                                    | Pordenone           |
| 33  | 21 novembre 1988  | Atti osceni                                            | Pordenone           |
| 33  | 21 novembre 1988  | Guida senza patente                                    | Pordenone           |
| 34  | 28 novembre 1988  | Tunisino imputato di spaccio                           | Roma                |
| 34  | 28 novembre 1988  | Tentato omicidio o lesioni?                            | Roma                |
| 35  | 5 dicembre 1988   | L'oltraggio della madre, lo scippo del figlio          | Palermo             |
| 35  | 5 dicembre 1988   | Ricettazione                                           | Palermo             |
| 36  | 12 dicembre 1988  | Furto d'auto di un tossicodipendente                   | Nardò               |
| 36  | 12 dicembre 1988  | Furto di arance                                        | Nardò               |
| 36  | 12 dicembre 1988  | Violazione di obblighi familiari                       | Nardò               |
| 37  | 19 dicembre 1988  | Rapina con omicidio a Frascati                         | Roma                |
| 38  | 26 dicembre 1988  | Processo Dorio                                         | Milano              |

### 1989
| ed. | Data             | Titolo                                                                 | Caso/Tribunale-Pretura   |
| --- | ---------------- | ---------------------------------------------------------------------- | ------------------------ |
| 1   | 2 gennaio 1989   | Tunisino alla stazione Termini                                         | Roma                     |
| 1   | 2 gennaio 1989   | "I soliti ignoti"                                                      | Roma                     |
| 2   | 9 gennaio 1989   | Famiglie in lite per pascolo abusivo                                   | San Nicolò               |
| 2   | 9 gennaio 1989   | Lite alle poste                                                        | Gerrei                   |
| 2   | 9 gennaio 1989   | Violazione di obblighi familiari                                       | Cagliari                 |
| 3   | 16 gennaio 1989  | Avvocato contro ex cliente                                             | Bari                     |
| 3   | 16 gennaio 1989  | Assegni a vuoto per organizzazione concerto rock                       | Bari                     |
| 3   | 16 gennaio 1989  | Evasione dagli arresti domiciliari                                     | Bari                     |
| 3   | 16 gennaio 1989  | Genitore non rispetta obblighi scolastici del figlio                   | Bari                     |
| 4   | 23 gennaio 1989  | Lite condominiale tra signora e due fratelli                           | Torino                   |
| 4   | 23 gennaio 1989  | Tentato furto con assoluzione                                          | Torino                   |
| 5   | 30 gennaio 1989  | Coniugi separati                                                       | Pescara                  |
| 5   | 30 gennaio 1989  | Lite condominiale tra due anziani signori                              | Pescara                  |
| 6   | 6 febbraio 1989  | Zingara borseggia signora in metro                                     | Roma                     |
| 6   | 6 febbraio 1989  | Tentato furto di domestica                                             | Roma                     |
| 6   | 6 febbraio 1989  | Due giovani fratelli tentano il furto di un'auto                       | Roma                     |
| 7   | 13 febbraio 1989 | Anziano danneggia lapidi al cimitero                                   | Cremona                  |
| 7   | 13 febbraio 1989 | Industriale condannato per inquinamento                                | Cremona                  |
| 7   | 13 febbraio 1989 | Ritiro querela avvocato                                                | Cremona                  |
| 7   | 13 febbraio 1989 | Ricettazione di auto da parte di un gruppo di slavi                    | Cremona                  |
| 8   | 20 febbraio 1989 | Furto e/o ricettazione (refurtiva sotto il ponte)                      | Cagliari                 |
| 8   | 20 febbraio 1989 | Maltrattamenti e inadempienza obblighi familiari                       | Cagliari                 |
| 9   | 6 marzo 1989     | Processo Giacalone                                                     | Roma                     |
| 10  | 13 marzo 1989    | Agenzia "Mezzamela", sfruttamento della prosituzione                   | Milano                   |
| 11  | 19 marzo 1989    | Omicidio Casillo - 1 parte                                             | Cutolo, Roma             |
| 12  | 20 marzo 1989    | Omicidio Casillo - 2 parte                                             | Cutolo, Roma             |
| 13  | 3 aprile 1989    | Affissione illecita di manifesti funebri                               | Orvieto                  |
| 13  | 3 aprile 1989    | Violazione di domicilio coniuge separato                               | Orvieto                  |
| 13  | 3 aprile 1989    | Percosse di nipote 50enne a zio 80enne                                 | Orvieto                  |
| 14  | 10 aprile 1989   | Furto notturno in bigiotteria                                          | Roma                     |
| 14  | 10 aprile 1989   | Figlio querela padre per maltrattamenti                                | Roma                     |
| 15  | 17 aprile 1989   | Esercizio di professione rumorosa                                      | Verona                   |
| 15  | 17 aprile 1989   | Lesioni personali fra giocatori                                        | Verona                   |
| 15  | 17 aprile 1989   | Percosse anziana signora e convivente                                  | Verona                   |
| 15  | 17 aprile 1989   | Sottrazione di beni pignorati                                          | Verona                   |
| 16  | 24 aprile 1989   | Johnny lo zingaro                                                      | Mastini, Roma            |
| 17  | 1º maggio 1989   | Occupazione abusiva                                                    | Monza                    |
| 17  | 1º maggio 1989   | Tentato furto alla cassaforte di un ufficio postale                    | Monza                    |
| 18  | 8 maggio 1989    | Spaccio di stupefacenti - L'autista di Carolina di Monaco              | Brescia                  |
| 19  | 15 maggio 1989   | Rapina e percosse ad ubriaco                                           | Roma                     |
| 19  | 15 maggio 1989   | Assenteismo                                                            | Roma                     |
| 20  | 22 maggio 1989   | Furto di materiali in costruzione                                      | Palermo                  |
| 20  | 22 maggio 1989   | Oltraggio a vigile urbano                                              | Palermo                  |
| 20  | 22 maggio 1989   | "Fuitina"                                                              | Palermo                  |
| 21  | 29 maggio 1989   | Foglio di via a giovane algerino                                       | Roma                     |
| 21  | 29 maggio 1989   | Maltrattamenti di madre su bimba                                       | Roma                     |
| 22  | 5 giugno 1989    | "il fringuello"                                                        | Pordenone                |
| 22  | 5 giugno 1989    | Donna maltrattata dal figlio                                           | Pordenone                |
| 22  | 5 giugno 1989    | Professore e ragazzo con handicap                                      | Pordenone                |
| 23  | 12 giugno 1989   | Taglio abusivo di acacie                                               | Macerata                 |
| 23  | 12 giugno 1989   | Truffa a banca                                                         | Macerata                 |
| 23  | 12 giugno 1989   | Pascolo abusivo                                                        | Macerata                 |
| 23  | 12 giugno 1989   | Gioco d'azzardo                                                        | Macerata                 |
| 24  | 19 giugno 1989   | Maltrattamenti in famiglia                                             | Paola                    |
| 24  | 19 giugno 1989   | Madre caccia figlio da casa                                            | Paola                    |
| 25  | 26 giugno 1989   | Rapina                                                                 | Viterbo                  |
| 25  | 26 giugno 1989   | Rapina - processo simulato con nuovo rito                              | Viterbo                  |
| 26  | 2 ottobre 1989   | Furto di canne da pesca                                                | Roma                     |
| 26  | 2 ottobre 1989   | Furto di giubbotto in falegnameria                                     | Roma                     |
| 26  | 2 ottobre 1989   | Oltraggio a detenuta a Rebibbia                                        | Roma                     |
| 26  | 2 ottobre 1989   | Furto "Ponte Sisto"                                                    | Roma                     |
| 27  | 9 ottobre 1989   | La brasiliana - lite su autobus                                        | Roma                     |
| 27  | 9 ottobre 1989   | Furto di 500 - tossico con febbre                                      | Roma                     |
| 27  | 9 ottobre 1989   | Arabo - ritorno in patria                                              | Roma                     |
| 28  | 16 ottobre 1989  | Occultamento di fucile - "Jack"                                        | Santa Maria Capua Vetere |
| 28  | 16 ottobre 1989  | Genitori denunciano figlio tossico                                     | Santa Maria Capua Vetere |
| 30  | 21 ottobre 1989  | Processo simulato secondo il nuovo rito del codice di procedura penale | Napoli                   |
| 29  | 23 ottobre 1989  | Guida in stato di ubriachezza                                          | Verona                   |
| 29  | 23 ottobre 1989  | Bimbo conteso                                                          | Verona                   |
| 30  | 30 ottobre 1989  | Furto di coltello da sub                                               | Roma                     |
| 30  | 30 ottobre 1989  | Patteggiamento (1 processo nuovo rito)                                 | Roma                     |
| 30  | 30 ottobre 1989  | Tentato furto                                                          | Roma                     |
| 31  | 6 novembre 1989  | Maltrattamenti a bimba                                                 | Pistoia                  |
| 32  | 13 novembre 1989 | Figlia denuncia madre per uxoricidio                                   | Frosinone                |
| 33  | 20 novembre 1989 | Lite per parcheggio                                                    | Pescara                  |
| 33  | 20 novembre 1989 | Minacce e lesioni a moglie                                             | Pescara                  |
| 33  | 20 novembre 1989 | Fidanzati - denuncia madre                                             | Pescara                  |
| 33  | 20 novembre 1989 | Furto in appartamento                                                  | Pescara                  |
| 34  | 27 novembre 1989 | Pettegolezzi di impiegati Rai                                          | Roma                     |
| 34  | 27 novembre 1989 | Ragazzi molestano ragazze in auto                                      | Roma                     |
| 35  | 4 dicembre 1989  | Guida in stato di ebbrezza                                             | Piacenza                 |
| 35  | 4 dicembre 1989  | Ingiurie telefoniche tra convivente ed ex moglie                       | Piacenza                 |
| 35  | 4 dicembre 1989  | Fratelli tossici omosessuali                                           | Piacenza                 |
| 36  | 11 dicembre 1989 | Furto in cantiere                                                      | Bassano del Grappa       |
| 36  | 11 dicembre 1989 | Furto in casa di cura                                                  | Bassano del Grappa       |
| 36  | 11 dicembre 1989 | Postino getta corrispondenza                                           | Cittadella               |
| 36  | 11 dicembre 1989 | Tentata uccisione di gatto                                             | Cittadella               |
| 37  | 18 dicembre 1989 | Infanticidio                                                           | Mazzola, Palermo         |

### 1990
| ed. | Data             | Titolo                                                       | Caso/Tribunale-Pretura   |
| --- | ---------------- | ------------------------------------------------------------ | ------------------------ |
| 1   | 8 gennaio 1990   | Processo Zubine, omicidio                                    | Zubine, Milano           |
| 2   | 15 gennaio 1990  | Rapimento Esteranne                                          | Grosseto                 |
| 3   | 22 gennaio 1990  | Il bracconiere - omicidio guardie venatorie                  | Ravenna                  |
| 4   | 29 gennaio 1990  | Omicidio Ida Pischedda                                       | Roma                     |
| 5   | 5 febbraio 1990  | Processo Capoferri                                           | Teramo                   |
| 6   | 12 febbraio 1990 | Violenza carnale                                             | Varese                   |
| 7   | 19 febbraio 1990 | Il piromane                                                  | Roma                     |
| 8   | 26 febbraio 1990 | Porta di scuola murata                                       | Verona                   |
| 8   | 26 febbraio 1990 | Oltraggio a pubblico ufficiale - impiegato "sordo"           | Verona                   |
| 8   | 26 febbraio 1990 | Furto Enel alla vicina                                       | Verona                   |
| 8   | 26 febbraio 1990 | Figlio denuncia madre per lesioni                            | Verona                   |
| 9   | 5 marzo 1990     | Omicidio di un vigile                                        | Milano                   |
| 10  | 12 marzo 1990    | Omicidio Giorgieri                                           | Roma                     |
| 11  | 19 marzo 1990    | Genitori mancata assistenza a figlio disabile                | Cremona                  |
| 11  | 19 marzo 1990    | Lite condominiale                                            | Cremona                  |
| 11  | 19 marzo 1990    | Lite condominiale                                            | Cremona                  |
| 12  | 26 marzo 1990    | Omicidio di poliziotto                                       | Roma                     |
| 13  | 2 aprile 1990    | Dalla Chiesa - diffamazione a mezzo stampa                   | Milano                   |
| 13  | 2 aprile 1990    | Aldo Busi - oscenità libro "Sodomie in corpo 11"             | Trento                   |
| 14  | 9 aprile 1990    | Violentatore alla Stazione Termini                           | Roma                     |
| 15  | 16 aprile 1990   | Omicidio a Zagarolo                                          | Roma                     |
| 16  | 23 aprile 1990   | Maltrattamenti                                               | Nardò                    |
| 16  | 23 aprile 1990   | Simulazione di furto                                         | Nardò                    |
| 16  | 23 aprile 1990   | Esercizio abusivo della professione                          | Nardò                    |
| 17  | 30 aprile 1990   | Tentata violenza                                             | Roma                     |
| 18  | 2 maggio 1990    | Speciale diretta: Processo rapimento Tacchella               | Verona                   |
| 19  | 7 maggio 1990    | Piccolo spaccio                                              | Roma                     |
| 19  | 7 maggio 1990    | Resistenza a pubblico ufficiale                              | Roma                     |
| 19  | 7 maggio 1990    | Omicidio colposo - Psichiatra D'Angelo                       | Roma                     |
| 20  | 14 maggio 1990   | Sequestro Celadon - 1 parte                                  | Vicenza                  |
| 21  | 15 maggio 1990   | Sequestro Celadon - 2 parte                                  | Vicenza                  |
| 22  | 17 maggio 1990   | Speciale diretta: Processo rapimento Tacchella               | Verona                   |
| 23  | 28 maggio 1990   | Uxoricidio testimoni di Geova                                | Milano                   |
| 24  | 4 giugno 1990    | Omicidio a Primavalle                                        | Roma                     |
| 25  | 11 giugno 1990   | Biglietto ferroviario ad ubriaco                             | Verona                   |
| 25  | 11 giugno 1990   | Arresto abusivo davanti alle Poste                           | Verona                   |
| 26  | 9 ottobre 1990   | Pardo - Celadon                                              | Vicenza                  |
| 27  | 16 ottobre 1990  | Gigliola Guerinoni, la mantide di Cairo Montenotte - 1 parte | Savona                   |
| 28  | 17 ottobre 1990  | Gigliola Guerinoni, la mantide di Cairo Montenotte - 2 parte | Savona                   |
| 29  | 23 ottobre 1990  | Furto di anello al convivente deceduto                       | Sassari                  |
| 29  | 23 ottobre 1990  | Diffamazione a mezzo stampa                                  | Sassari                  |
| 29  | 23 ottobre 1990  | Minacce, estorsione (nonna/nipote)                           | Sassari                  |
| 29  | 23 ottobre 1990  | Furto di catenina all'amante                                 | Sassari                  |
| 29  | 23 ottobre 1990  | Stupro di ragazza tedesca                                    | Sassari                  |
| 30  | 30 ottobre 1990  | Omicidio di un prete - 1 parte                               | Trapani                  |
| 31  | 31 ottobre 1990  | Omicidio di un prete - 2 parte                               | Trapani                  |
| 32  | 6 novembre 1990  | Omicidio Massillo - villa Literno                            | Santa Maria Capua Vetere |
| 33  | 13 novembre 1990 | Er canaro - 1 parte                                          | De Negri, Roma           |
| 34  | 14 novembre 1990 | Er canaro - 2 parte                                          | De Negri, Roma           |
| 35  | 20 novembre 1990 | Omicidio malavita di paese                                   | Bari                     |
| 36  | 27 novembre 1990 | Strage di malavita al "Bacardi"                              | Foggia                   |

### 1991
| ed. | Data             | Titolo                              | Caso/Tribunale             |
| --- | ---------------- | ----------------------------------- | -------------------------- |
| 1   | 3 maggio 1991    | Maltrattamenti familiari            | Foggia                     |
| 2   | 10 maggio 1991   | Traffico d'armi                     | Brazzi - Pugliese, Venezia |
| 3   | 17 maggio 1991   | Rapina e omicidio gioielliere       | Milano                     |
| 4   | 24 maggio 1991   | 2 tentati omicidi                   | Avellino                   |
| 5   | 31 maggio 1991   | Bidello assenteista                 | Trani                      |
| 5   | 31 maggio 1991   | Omicidio e stupro                   | Avellino                   |
| 5   | 31 maggio 1991   | Minacce contro il padre             | Catanzaro                  |
| 6   | 7 giugno 1991    | L'egiziano                          | Roma                       |
| 6   | 7 giugno 1991    | Circonvenzione d'incapace           | Spoleto                    |
| 6   | 7 giugno 1991    | Favoreggiamento della prostituzione | Spoleto                    |
| 7   | 14 giugno 1991   | Mancata corresponsione di alimenti  | Verona                     |
| 7   | 14 giugno 1991   | Lite condominiale                   | Verona                     |
| 7   | 14 giugno 1991   | Oltraggio                           | Verona                     |
| 7   | 14 giugno 1991   | Furto d'auto e patteggiamento       | Verona                     |
| 8   | 21 giugno 1991   | La bambina è scomparsa              | Roccia, Paola              |
| 9   | 5 luglio 1991    | Processo Ceramidaro                 | Palermo                    |
| 9   | 5 luglio 1991    | Eutanasia                           | Milano                     |
| 10  | 9 ottobre 1991   | Infanticidio al San Camillo         | Roma                       |
| 11  | 16 ottobre 1991  | Omicidio di una donna incinta       | Brindisi                   |
| 12  | 23 ottobre 1991  | Omicidio di una ragazza somala      | Roma                       |
| 13  | 30 ottobre 1991  | Omicidio, sgarro al boss            | Avellino                   |
| 14  | 6 novembre 1991  | Le due sorelle                      | Santa Maria Capua Vetere   |
| 15  | 13 novembre 1991 | Furto ad una prostituta             | Lipari/Prato, Nardò        |
| 16  | 29 novembre 1991 | Il racket di Capo d'Orlando         | Patti                      |

### 1992
| ed. | Data             | Titolo                                | Caso/Tribunale |
| --- | ---------------- | ------------------------------------- | -------------- |
| 1   | 26 marzo 1992    | Tentato omicidio amante               | Lucera         |
| 1   | 26 marzo 1992    | Tifoso romanista                      | Verona         |
| 2   | 2 aprile 1992    | Omicidio di un sassofonista - 1 parte | Salerno        |
| 3   | 3 aprile 1992    | Omicidio di un sassofonista - 2 parte | Salerno        |
| 4   | 9 aprile 1992    | Studente suicida                      | Venezia        |
| 5   | 16 aprile 1992   | Uxoricidio Gancio                     | Bari           |
| 6   | 23 aprile 1992   | Omicidio amante - moglie              | Brindisi       |
| 6   | 23 aprile 1992   | Violenza bambino                      | Caltagirone    |
| 7   | 4 giugno 1992    | Tangente nelle mutande                | Roma           |
| 8   | 20 novembre 1992 | Processo ai naziskin                  | Roma           |
| 9   | 27 novembre 1992 | Processo Villanucci                   | Pordenone      |
| 10  | 4 dicembre 1992  | Omicidio Milani                       | Milano         |
| 11  | 11 dicembre 1992 | Tentato omicidio nuora                | Locri          |
| 12  | 18 dicembre 1992 | Processo Samuel Clinton               | Roma           |

### 1993
| ed. | data              | Titolo | Caso/Tribunale           |
| --- | ----------------- | --- | ------------------------ |
| 1   | 7 gennaio 1993    | Omicidio la notte di Natale - 1 parte                                                                                           | Milano                   |
| 2   | 8 gennaio 1993    | Omicidio la notte di Natale - 2 parte                                                                                           | Milano                   |
| 3   | 15 gennaio 1993   | Processo Teresa Bianco | Bianco, Catanzaro        |
| 4   | 22 gennaio 1993   | Processo Anna Russo | Russo, Foggia            |
| 5   | 29 gennaio 1993   | Processo Valentino Pesenti | Pesenti, Genova          |
| 6   | 5 febbraio 1993   | Ragazza bruciata | Grosseto                 |
| 7   | 12 febbraio 1993  | Rapimento a Frascati | Roma                     |
| 8   | 19 febbraio 1993  | Processo Armanini - 1 parte | Armanini, Milano         |
| 9   | 22 febbraio 1993  | Processo Armanini - 2 parte | Armanini, Milano         |
| 10  | 5 marzo 1993      | I delitti politici - 1 parte | Salvatore Riina, Palermo |
| 11  | 14 maggio 1993    | I delitti politici - 2 parte | Salvatore Riina, Palermo |
| 12  | 21 maggio 1993    | I delitti politici - 3 parte | Salvatore Riina, Palermo |
| 13  | 30 agosto 1993    | Assassinio per amore | Francia                  |
| 14  | 20 settembre 1993 | Processo Recchi - 1 parte | Recchi, Roma             |
| 15  | 21 settembre 1993 | Processo Recchi - 2 parte | Recchi, Roma             |
| 16  | 27 settembre 1993 | Processo Peruffo - 1 parte | Peruffo, Verona          |
| 17  | 28 settembre 1993 | Processo Peruffo - 2 parte | Peruffo, Verona          |
| 18  | 4 ottobre 1993    | Processo Triscornia | Triscornia, Verona       |
| 19  | 11 ottobre 1993   | La Circe di Mondragone | Santa Maria Capua Vetere |
| 20  | 18 ottobre 1993   | I ragazzi del Leoncavallo | Milano                   |
| 21  | 25 ottobre 1993   | Processo Carosi | Carosi, Roma             |
| 22  | 22 novembre 1993  | I delitti politici - 4 parte confronto Riina - Buscetta                                                                         | Salvatore Riina, Palermo |
| 23  | 17 dicembre 1993  | Diretta Tangentopoli - Deposizione Craxi                                                                                        | processo Enimont, Milano |
| 24  | 20 dicembre 1993  | Tangentopoli - 1 parte Pino Berlini, Domenico Bonifaci, Giuseppe Garofano                                                       | processo Enimont, Milano |
| 25  | 27 dicembre 1993  | Tangentopoli - 2 parte Giuseppe Garofano, Bruno Pazzi, Vittorio Giuliani Ricci, Giovanni Varasi, Vincenzo Palladino, Carlo Sama | processo Enimont, Milano |

### 1994
| ed | data             | Titolo | Caso/Tribunale             |
| -- | ---------------- | --- | -------------------------- |
| 1  | 3 gennaio 1994   | Tangentopoli: 3 parte Carlo Sama, Enrico Boreatti, Severino Citaristi                                                    | processo Enimont, Milano   |
| 2  | 7 gennaio 1994   | Tangentopoli: 4 parte Severino Citaristi, Antonino Testa, Francesco Vittorio Ambrosio, Paolo Cirino Pomicino             | processo Enimont, Milano   |
| 3  | 10 gennaio 1994  | Tangentopoli: 5 parte Piga, Croce, Grotti, La Malfa                                                                      | processo Enimont, Milano   |
| 4  | 14 gennaio 1994  | Tangentopoli: 6 parte Michetti, Druetti, Zoffoli, Ved.Cagliari, Altissimo, G.Rossi, Savio, Baruffi, Lefebvre, Panzavolta | processo Enimont, Milano   |
| 5  | 17 gennaio 1994  | Tangentopoli: 7 parte Panzavolta, Conti, Magnani, Palma                                                                  | processo Enimont, Milano   |
| 6  | 21 gennaio 1994  | Tangentopoli: 8 parte Martelli, Confronto Martelli - Sama, Alliata di Monreale, Salini, Vizzini                          | processo Enimont, Milano   |
| 7  | 24 gennaio 1994  | Tangentopoli: 9 parte Forlani, Locatelli, Craxi                                                                          | processo Enimont, Milano   |
| 8  | 28 gennaio 1994  | Tangentopoli: 10 parte Craxi, Locatelli, Alfano                                                                          | processo Enimont, Milano   |
| 9  | 31 gennaio 1994  | Tangentopoli: 11 parte Alfano, Sama, Garofano                                                                            | processo Enimont, Milano   |
| 10 | 4 febbraio 1994  | Tangentopoli: 12 parte Ardizzone, Ruspantini, Magnani Noya, Repice, D'Urso, Portesi, Pillitteri                          | processo Enimont, Milano   |
| 11 | 7 febbraio 1994  | Tangentopoli: 13 parte Pellegrino, Buffoni, Senaldi, Del Pennino, Pagani, D'Addario, De Michelis                         | processo Enimont, Milano   |
| 12 | 11 febbraio 1994 | Tangentopoli: 14 parte De Michelis, Patelli, Bossi                                                                       | processo Enimont, Milano   |
| 13 | 14 febbraio 1994 | Tangentopoli: 15 parte Bossi, Sterpa, Venturi, Sernia                                                                    | processo Enimont, Milano   |
| 14 | 18 febbraio 1994 | Tangentopoli: 16 parte Bernabè, C.M.Colombo, A.Ferruzzi, Cusani                                                          | processo Enimont, Milano   |
| 15 | 21 febbraio 1994 | Tangentopoli: 17 parte Larini, Cragnotti, Stafforini, Bisignani                                                          | processo Enimont, Milano   |
| 16 | 25 febbraio 1994 | Tangentopoli: 18 parte Bisignani, Tommaselli, Panzavolta                                                                 | processo Enimont, Milano   |
| 17 | 28 febbraio 1994 | Tangentopoli: 19 parte Panzavolta, Berlini, Belleli, Fadda, Dompé, De Santis, Boccolini, Moschetti, Giallombardo         | processo Enimont, Milano   |
| 18 | 4 marzo 1994     | Tangentopoli: 20 parte Giallombardo, Ruiu                                                                                | processo Enimont, Milano   |
| 19 | 7 marzo 1994     | Tangentopoli: 21 parte Mariani, Rubbi, Viscardi, Fiandrotti, D'Addario, Cirino Pomicino, Sama                            | processo Enimont, Milano   |
| 20 | 14 marzo 1994    | Tangentopoli: 22 parte Brandini, Vinci, Maniscalco                                                                       | processo Enimont, Milano   |
| 21 | 21 marzo 1994    | Tangentopoli: 23 parte Cusani                                                                                            | processo Enimont, Milano   |
| 22 | 25 marzo 1994    | Tangentopoli: 24 parte Cusani, Sama, Turani, Bertone, De Paolini                                                         | processo Enimont, Milano   |
| 23 | 11 aprile 1994   | Processo Quartararo - 1 parte                                                                                            | Quartararo, Milano         |
| 24 | 12 aprile 1994   | Processo Quartararo - 2 parte                                                                                            | Quartararo, Milano         |
| 25 | 25 aprile 1994   | Processo Di Bernardo | Di Bernardo, Teramo        |
| 26 | 1º maggio 1994   | Tangentopoli - ultima parte                                                                                              | Enimont, Milano            |
| 27 | 2 maggio 1994    | Marco Bergamo, il mostro di Bolzano                                                                                      | Bergamo, Bolzano           |
| 28 | 9 maggio 1994    | Il delitto di Cerveteri                                                                                                  | Roma                       |
| 29 | 16 maggio 1994   | Duplice omicidio - il poliziotto                                                                                         | Roma                       |
| 30 | 23 maggio 1994   | Processo a Pietro Pacciani - 1 parte                                                                                     | Mostro di Firenze, Firenze |
| 31 | 30 maggio 1994   | Processo a Pietro Pacciani - 2 parte                                                                                     | Mostro di Firenze, Firenze |
| 32 | 6 giugno 1994    | Processo a Pietro Pacciani - 3 parte                                                                                     | Mostro di Firenze, Firenze |
| 33 | 4 ottobre 1994   | Processo Curci - 1 parte                                                                                                 | Curci, Brindisi            |
| 34 | 5 ottobre 1994   | Processo Curci - 2 parte                                                                                                 | Curci, Brindisi            |
| 35 | 6 ottobre 1994   | Processo Curci - 3 parte                                                                                                 | Curci, Brindisi            |
| 36 | 14 ottobre 1994  | Processo a Pietro Pacciani - 4 parte                                                                                     | Mostro di Firenze, Firenze |
| 37 | 21 ottobre 1994  | Processo a Pietro Pacciani - 5 parte                                                                                     | Mostro di Firenze, Firenze |
| 38 | 28 ottobre 1994  | Processo a Pietro Pacciani - 6 parte                                                                                     | Mostro di Firenze, Firenze |
| 39 | 4 novembre 1994  | Processo a Pietro Pacciani - 7 parte                                                                                     | Mostro di Firenze, Firenze |
| 40 | 10 novembre 1994 | Processo Valenza | Valenza, Trapani           |
| 41 | 18 novembre 1994 | Processo E.Bima | Bima, Cuneo                |
| 42 | 25 novembre 1994 | Processo M.Procaccini | Procaccini, Latina         |
| 43 | 2 dicembre 1994  | Processo A. De Palma | De Palma, Foggia           |

### 1995
| ed | data              | Titolo                      | Caso/Tribunale                  |
| -- | ----------------- | --------------------------- | ------------------------------- |
| 1  | 24 febbraio 1995  | Processo Cassarà / Montana  | Cassarà/Montana, Palermo        |
| 2  | 20 aprile 1995    | Processo Pisano / Agresta   | Pisano/Agresta, Roma            |
| 3  | 21 aprile 1995    | Processo Pisano / Agresta   | Pisano/Agresta, Roma            |
| 4  | 28 giugno 1995    | Processo 144 / Mirandola    | Mirandola, Roma                 |
| 5  | 5 luglio 1995     | Processo Trinca             | Trinca, Palermo                 |
| 6  | 12 luglio 1995    | Processo Mandanici          | Mandanici, Messina              |
| 7  | 19 luglio 1995    | Processo Sassi / Zanotti    | Sassi, Verona                   |
| 8  | 5 settembre 1995  | Processo Filippo Bilardi    | Bilardi, Siracusa               |
| 9  | 12 settembre 1995 | Processo Sara Folino        | Folino, Roma                    |
| 10 | 19 settembre 1995 | Processo Facchetti / Amanti | Facchetti, Brescia              |
| 11 | 20 settembre 1995 | Processo Facchetti / Amanti | Facchetti, Brescia              |
| 12 | 4 ottobre 1995    | Processo Rubbino            | Rubbino, Firenze                |
| 13 | 11 ottobre 1995   | Processo Rubbino            | Rubbino, Firenze                |
| 14 | 18 ottobre 1995   | Processo Uno Bianca         | Banda della Uno bianca, Bologna |

### 1996
| ed | data           | Titolo                           | Caso/Tribunale    |
| -- | -------------- | -------------------------------- | ----------------- |
| 1  | 29 aprile 1996 | Speciale Processo Bruno Contrada | Contrada, Palermo |

### Stagione 1997
| ed | data             | Titolo                           | Caso/Tribunale                                                   |
| -- | ---------------- | -------------------------------- | ---------------------------------------------------------------- |
| 1  | 7 aprile 1997    | Speciale processo Vito Gamberale | Gamberale, Napoli                                                |
| 2  | 24 luglio 1997   | Speciale processo Erich Priebke  | Eccidio delle Fosse Ardeatine, Roma                              |
| 3  | 27 ottobre 1997  | Speciale processo Khouri         | Khouri, Monza                                                    |
| 4  | 3 novembre 1997  | Speciale processo Khouri         | Khouri, Monza                                                    |
| 5  | 10 novembre 1997 | Processo Lumicini/Politanò I/II  | Neonata morta per esorcismo in famiglia / Palmi, Reggio Calabria |
| 6  | 17 novembre 1997 | Processo Lumicini/Politanò II/II | Neonata morta per esorcismo in famiglia / Palmi, Reggio Calabria |
| 7  | 24 novembre 1997 | Processo Chiatti                 | Mostro di Foligno, Perugia                                       |
| 8  | 1º dicembre 1997 | Processo Celadon                 | Celadon, Venezia                                                 |

### Stagione 1998-1999
| ed | data              | Titolo                                                    | Caso/Tribunale             |
| -- | ----------------- | --------------------------------------------------------- | -------------------------- |
| 1  | 18 settembre 1998 | Speciale processo per l'omicidio di Marta Russo - 1 parte | Omicidio Marta Russo, Roma |
| 2  | 28 settembre 1998 | Speciale processo per l'omicidio di Marta Russo - 2 parte | Omicidio Marta Russo, Roma |
| 3  | 5 ottobre 1998    | Processo Teodorico D'Antonio                              | D'Antonio, Siena           |
| 4  | 12 ottobre 1998   | Speciale processo per l'omicidio di Marta Russo - 3 parte | Omicidio Marta Russo, Roma |
| 5  | 29 ottobre 1998   | Speciale processo per l'omicidio di Marta Russo - 4 parte | Omicidio Marta Russo, Roma |
| 6  | 6 novembre 1998   | Speciale processo per l'omicidio di Marta Russo - 5 parte | Omicidio Marta Russo, Roma |
| 7  | 14 novembre 1998  | Speciale processo per l'omicidio di Marta Russo - 6 parte | Omicidio Marta Russo, Roma |
| 8  | 11 febbraio 1999  | Speciale processo per l'omicidio di Marta Russo - 7 parte | Omicidio Marta Russo, Roma |
| 9  | 31 maggio 1999    | Speciale processo per l'omicidio di Marta Russo - 8 parte | Omicidio Marta Russo, Roma |
| 10 | 22 luglio 1999    | Speciale processo Ilaria Alpi                             | Ilaria Alpi, Roma          |

### Stagione 2000
| ed | data             | Titolo                                                     | Caso/Tribunale                                      |
| -- | ---------------- | ---------------------------------------------------------- | --------------------------------------------------- |
| 1  | 12 gennaio 2000  | Processo Petrini                                           | Petrini, Asti                                       |
| 2  | 19 gennaio 2000  | Processo Sofri - 1 parte                                   | Omicidio Calabresi (processo di revisione), Venezia |
| 3  | 26 gennaio 2000  | Processo Sofri - 2 parte                                   | Omicidio Calabresi (processo di revisione), Venezia |
| 4  | 10 febbraio 2000 | Omicidio di Simeone Nardacci                               | Fronteddu / Nardacci, Roma                          |
| 5  | 24 febbraio 2000 | Processo a Domenico Pasquale                               | Pasquale, Roma                                      |
| 6  | 3 maggio 2000    | Processo a Donato Bilancia: sulle tracce del serial killer | Donato Bilancia, Genova                             |
| 7  | 10 maggio 2000   | L'arresto di Bilancia                                      | Donato Bilancia, Genova                             |

### Stagione 2001
| ed | data             | Titolo                    | Caso/Tribunale                 |
| -- | ---------------- | ------------------------- | ------------------------------ |
| 1  | 25 gennaio 2001  |                           | Valvo, Roma                    |
| 2  | 1º febbraio 2001 |                           | Paulin, Roma                   |
| 3  | 8 febbraio 2001  |                           | Sequestro Soffiantini, Brescia |
| 4  | 15 febbraio 2001 |                           | Sequestro Soffiantini, Brescia |
| 5  | 22 febbraio 2001 |                           | Donato Bilancia, Genova        |
| 6  | 1º marzo 2001    |                           | Donato Bilancia, Genova        |
| 7  | 8 marzo 2001     | Il rogo granata - 1 parte | Salerno                        |
| 8  | 15 marzo 2001    | Il rogo granata - 2 parte | Salerno                        |
| 9  | 22 marzo 2001    | Il rogo granata - 3 parte | Salerno                        |
| 10 | 9 maggio 2001    |                           | Paulin                         |
| 11 | 16 maggio 2001   | Il rogo granata - 4 parte | Salerno                        |
| 12 | 23 maggio 2001   |                           | Pupillo, Bari                  |

### Stagione 2002-2003
| ed | data             | Titolo                                        | Caso/Tribunale             |
| -- | ---------------- | --------------------------------------------- | -------------------------- |
| 1  | 16 aprile 2002   | Il Mostro di Firenze: Pietro Pacciani         | Mostro di Firenze, Firenze |
| 2  | 23 aprile 2002   | Il Mostro di Firenze: I compagni di merende   | Mostro di Firenze, Firenze |
| 3  | 30 aprile 2002   | Il Mostro di Firenze: Gli omicidi collaterali | Mostro di Firenze, Firenze |
| 4  | 7 maggio 2002    | La strage di Lizzano                          | Predi, Forlì               |
| 5  | 14 maggio 2002   | Sara Jay, 9 anni: processo Milan Nicolic      | Nicolic, Bologna           |
| 6  | 21 maggio 2002   | Il delitto di Gravina in Puglia               | Pupillo, Bari              |
| 7  | 4 giugno 2002    | Omicidio al cianuro - 1 parte                 | Daniela Stuto, Roma        |
| 8  | 11 giugno 2002   | Omicidio al cianuro - 2 parte                 | Daniela Stuto, Roma        |
| 9  | 19 ottobre 2002  | Il delitto dell'Università - 1 parte          | Marta Russo, Roma          |
| 10 | 26 ottobre 2002  | Il delitto dell'Università - 2 parte          | Marta Russo, Roma          |
| 11 | 30 novembre 2002 | Il delitto dell'Università - 3 parte          | Marta Russo, Roma          |
| 12 | 7 dicembre 2002  | Il delitto dell'Università - 4 parte          | Marta Russo, Roma          |
| 13 | 5 luglio 2003    | C'era una volta il pretore                    |                            |
| 14 | 12 luglio 2003   | C'era una volta il pretore                    |                            |
| 15 | 26 luglio 2003   | C'era una volta il pretore                    |                            |

### Stagione 2003-2004
| Puntata | Data              | Titolo                                   | Caso/Tribunale             |
| ------- | ----------------- | ---------------------------------------- | -------------------------- |
| 1       | 20 settembre 2003 | Patologia di un delitto                  | Quaroni, Roma              |
| 2       | 27 settembre 2003 | Gli amanti di ponte Matteotti            | Leone, Roma                |
| 3       | 4 ottobre 2003    | Il Barbablu di Capena                    | Cruciani, Roma             |
| 4       | 11 ottobre 2003   | L'amore pagato                           | Bocaj, Perugia             |
| 5       | 18 ottobre 2003   | L'omicidio di Valtopina                  | Bocaj, Perugia             |
| 6       | 8 gennaio 2004    | Gli amanti di ponte Matteotti            | Leone, Roma                |
| 7       | 15 gennaio 2004   | Il serial killer del motorino            | Minghella, Torino          |
| 8       | 22 gennaio 2004   | La morte di tre donne di vita            | Minghella, Torino          |
| 9       | 29 gennaio 2004   | Vivere e raccontare l'incubo             | Minghella, Torino          |
| 10      | 5 febbraio 2004   | La storia infinita del Mostro di Firenze | Mostro di Firenze, Firenze |
| 11      | 12 febbraio 2004  | La compagnia della morte                 | Mostro di Firenze, Firenze |
| 12      | 19 febbraio 2004  | Uccidere per gioco                       | Donato Bilancia, Genova    |
| 13      | 26 febbraio 2004  | Delitto d'amore                          | Morina, Catania            |
| 14      | 4 marzo 2004      | Morire per nulla                         | Benedusi, Brescia          |
| 15      | 11 marzo 2004     | Ieri e oggi                              | Frascati, Roma             |
| 16      | 18 marzo 2004     | Un omicidio su commissione               | Sprio, Palermo             |
| 17      | 25 marzo 2004     | Il prezzo dell'onestà                    | Sprio, Palermo             |

### Stagione 2004-2005
| Puntata | Data             | Titolo                                                                 | Caso/Tribunale                                |
| ------- | ---------------- | ---------------------------------------------------------------------- | --------------------------------------------- |
| 1       | 23 ottobre 2004  | Speciale USA - Alla scoperta dell'America: Processo a Christian Brando |                                               |
| 2       | 30 ottobre 2004  | Speciale USA - Alla scoperta dell'America: Il mostro di Milwaukee      |                                               |
| 3       | 6 novembre 2004  | Speciale USA - Alla scoperta dell'America: Quella notte a Palm Beach   |                                               |
| 4       | 13 novembre 2004 | Omicidio o legittima difesa?                                           | Muffolini, Roma                               |
| 5       | 20 novembre 2004 | La notte del delitto                                                   | Muffolini, Roma                               |
| 6       | 4 dicembre 2004  | Allarme terrorismo - 1 parte                                           | El Gammal, Roma                               |
| 7       | 11 dicembre 2004 | Allarme terrorismo - 2 parte                                           | El Gammal, Roma                               |
| 8       | 12 marzo 2005    | 24 marzo 1944: l'orrore                                                | Eccidio delle Fosse Ardeatine, Roma           |
| 9       | 19 marzo 2005    | Il pericolo di vivere                                                  | Michaeler, Bolzano                            |
| 10      | 9 aprile 2005    | Il camorrista                                                          | Cutolo, Napoli                                |
| 11      | 16 aprile 2005   | O'professore                                                           | Cutolo, Napoli                                |
| 12      | 23 aprile 2005   | La morte entra in famiglia - 1 parte                                   | Gaspare Gabriele e Maria Elena Figuccio, Roma |
| 13      | 30 aprile 2005   | La morte entra in famiglia - 2 parte                                   | Gaspare Gabriele e Maria Elena Figuccio, Roma |

### Stagione 2005-2006
| Puntata | Data             | Titolo                                       | Caso/Tribunale                                   |
| ------- | ---------------- | -------------------------------------------- | ------------------------------------------------ |
| 1       | 1º ottobre 2005  | Una tragica serata in discoteca - 1 parte    | D'Ursi, Roma                                     |
| 2       | 8 ottobre 2005   | Una tragica serata in discoteca - 2 parte    | D'Ursi, Roma                                     |
| 3       | 15 ottobre 2005  | Mostro: l'ultima inchiesta Pacciani          | Mostro di Firenze, Firenze                       |
| 4       | 22 ottobre 2005  | La guerra dei bikers - 1 parte               | Wieser, Bolzano                                  |
| 5       | 29 ottobre 2005  | La guerra dei bikers - 2 parte               | Wieser, Bolzano                                  |
| 6       | 5 novembre 2005  | Giustizia è fatta                            | El Gammal, Roma                                  |
| 7       | 12 novembre 2005 | Delirio e realtà                             | De Negri, Roma                                   |
| 8       | 7 gennaio 2006   | Processo alla vecchia signora. Prima parte   | Presunto abuso di farmaci della Juventus, Torino |
| 9       | 14 gennaio 2006  | Processo alla vecchia signora. Seconda parte | Presunto abuso di farmaci della Juventus, Torino |
| 10      | 25 marzo 2006    | Comprate lo specifico, per poco ve lo do     | Wanna Marchi, Milano                             |
| 11      | 1º aprile 2006   | Niente paura, è un giro gratis               | Wanna Marchi, Milano                             |
| 12      | 8 aprile 2006    | La truffa corre sul filo                     | Wanna Marchi, Milano                             |
| 13      | 15 aprile 2006   | Sogni, soldi, successo, tutto gratis         | Wanna Marchi, Milano                             |

### Stagione 2006-2007
| Puntata | Data              | Titolo                               | Caso/Tribunale                         |
| ------- | ----------------- | ------------------------------------ | -------------------------------------- |
| 1       | 23 settembre 2006 | Tapiro di sale                       | Wanna Marchi, Milano                   |
| 2       | 30 settembre 2006 | Sogni, speranze in (tele)vendita     | Wanna Marchi, Milano                   |
| 3       | 7 ottobre 2006    | Non per soldi ma per denaro          | Wanna Marchi, Milano                   |
| 4       | 14 ottobre 2006   | Wanna Marchi ultimo atto?            | Wanna Marchi, Milano                   |
| 5       | 21 ottobre 2006   | Luigi Chiatti, il mostro di Foligno  | Mostro di Foligno, Perugia             |
| 6       | 28 ottobre 2006   | Scomparsa nel nulla                  | Delli, Firenze                         |
| 7       | 4 novembre 2006   | Annalisa Durante 14 anni             | Giuliano, Napoli                       |
| 8       | 11 novembre 2006  | 14 anni a Forcella                   | Giuliano, Napoli                       |
| 9       | 18 novembre 2006  | Senza fine                           | Giuliano, Napoli                       |
| 10      | 25 novembre 2006  | Amori di gente lontana               | Skider/Akter, Venezia                  |
| 11      | 2 dicembre 2006   | Nelea, la sua storia, il suo destino | Muffolini, Roma                        |
| 12      | 9 dicembre 2006   | La verità insabbiata                 | Farina/Donadoni, Roma                  |
| 13      | 20 gennaio 2007   | Scomparsa o assassinata?             | Sparizione di Marina Di Modica, Torino |
| 14      | 27 gennaio 2007   | L'appuntamento                       | Sparizione di Marina Di Modica, Torino |
| 15      | 3 febbraio 2007   | L'appetito vien mangiando            | Wanna Marchi, Milano                   |
| 16      | 10 febbraio 2007  | Tanto va la gatta al lardo           | Wanna Marchi, Milano                   |
| 17      | 17 febbraio 2007  | La guerra dei bikers - atto finale   | Wieser, Bolzano                        |
| 18      | 24 febbraio 2007  | Una vita al cianuro                  | Stuto, Roma                            |

### Stagione 2007-2008
| Puntata | Data              | Titolo                        | Caso/Tribunale                                                      |
| ------- | ----------------- | ----------------------------- | ------------------------------------------------------------------- |
| 1       | 15 settembre 2007 | Criminal life                 | Moliterno, Napoli                                                   |
| 2       | 22 settembre 2007 | Gioventù bruciata             | Moliterno, Napoli                                                   |
| 3       | 29 settembre 2007 | Delitto al supermercato       | Tovoli, Firenze                                                     |
| 4       | 6 ottobre 2007    | L'ultima corsa                | Buosi, Trieste                                                      |
| 5       | 13 ottobre 2007   | Il terzo uomo                 | Buosi, Trieste                                                      |
| 6       | 27 ottobre 2007   | Una vita da cattivo           | Minghella, Torino                                                   |
| 7       | 22 dicembre 2007  | La generazione scomparsa      | Giunta militare argentina, Roma                                     |
| 8       | 29 dicembre 2007  | I voli della morte            | Giunta militare argentina, Roma                                     |
| 9       | 5 gennaio 2008    | Quei figli mai nati           | Giunta militare argentina, Roma                                     |
| 10      | 12 gennaio 2008   | Le madri di Plaza de Mayo     | Giunta militare argentina, Roma                                     |
| 11      | 2 febbraio 2008   | I giovani di Gravina          | Pupillo, Bari                                                       |
| 12      | 9 febbraio 2008   | Rincorrendo l'amore           | Pupillo, Bari                                                       |
| 13      | 16 febbraio 2008  | Una figlia da non dimenticare | Pupillo, Bari                                                       |
| 14      | 23 febbraio 2008  | Terzo grado triplice fischio  | Presunto abuso di farmaci della Juventus, Torino                    |
| 15      | 1º marzo 2008     | Cattivi maestri               | Omicidio di Maria Carmela Linciano e Valentina Maiorano, Campobasso |
| 16      | 8 marzo 2008      | Un giorno feroce              | Omicidio di Maria Carmela Linciano e Valentina Maiorano, Campobasso |
| 17      | 15 marzo 2008     | Il vecchio mostro del Circeo  | Omicidio di Maria Carmela Linciano e Valentina Maiorano, Campobasso |

### Stagione 2008-2009
| Puntata | Data              | Titolo                                              | Caso/Tribunale                                             |
| ------- | ----------------- | --------------------------------------------------- | ---------------------------------------------------------- |
| 1       | 13 settembre 2008 | Wanna Marchi atto secondo                           | Wanna Marchi, Milano                                       |
| 2       | 20 settembre 2008 | La tela del ragno                                   | Wanna Marchi, Milano                                       |
| 3       | 27 settembre 2008 | Il prezzo della speranza                            | Wanna Marchi, Milano                                       |
| 4       | 4 ottobre 2008    | Gigi e Paolo, un destino cinico e baro              | Mele/Pesce, Napoli                                         |
| 5       | 11 ottobre 2008   | Vite balorde                                        | Tassone, Como                                              |
| 6       | 18 ottobre 2008   | Gelosia violenta                                    | Tassone, Como                                              |
| 7       | 25 ottobre 2008   | Un colpo al cuore                                   | Palma, Napoli                                              |
| 8       | 1º novembre 2008  | San Giuliano, un paese senza più speranza           | Vittime della scuola di San Giuliano di Puglia, Campobasso |
| 9       | 8 novembre 2008   | San Giuliano, l'amara sentenza                      | Vittime della scuola di San Giuliano di Puglia, Campobasso |
| 10      | 29 novembre 2008  | Rosa e Olindo alla sbarra                           | Strage di Erba, Como                                       |
| 11      | 6 dicembre 2008   | Rosa e Olli soli contro tutti                       | Strage di Erba, Como                                       |
| 12      | 13 dicembre 2008  | La strage di Erba, Rosa e Olli due corpi e un'anima | Strage di Erba, Como                                       |
| 13      | 20 dicembre 2008  | Rosi e Olli, la sentenza                            | Strage di Erba, Como                                       |
| 14      | 28 febbraio 2009  | Il vento di ponente                                 | Santa Morina, Catania                                      |
| 15      | 7 marzo 2009      | Una madre imputata                                  | Omicidio di Maria Geusa, Perugia                           |
| 16      | 14 marzo 2009     | Il vuoto dell'anima                                 | Omicidio di Maria Geusa, Perugia                           |
| 17      | 21 marzo 2009     | L'amore cieco                                       | Omicidio di Maria Geusa, Perugia                           |
| 18      | 28 marzo 2009     | Il buio nell'anima                                  | Omicidio di Maria Geusa, Perugia                           |

### Stagione 2009-2010
| Puntata | data             | Titolo                                   | Caso/Tribunale                                          |
| ------- | ---------------- | ---------------------------------------- | ------------------------------------------------------- |
| 1       | 31 ottobre 2009  | L'ultima notte di Aldro                  | Caso Aldrovandi, Ferrara                                |
| 2       | 7 novembre 2009  | Aldrovandi: Una fine senza senso         | Caso Aldrovandi, Ferrara                                |
| 3       | 14 novembre 2009 | Chi ha ucciso Federico?                  | Caso Aldrovandi, Ferrara                                |
| 4       | 21 novembre 2009 | Federico Aldrovandi: La paura di parlare | Caso Aldrovandi, Ferrara                                |
| 5       | 28 novembre 2009 | L'uomo che non sapeva amare              | Roberta Riina, Palermo                                  |
| 6       | 5 dicembre 2009  | Il filatelico                            | Marina di Modica, Torino                                |
| 7       | 12 dicembre 2009 | Giochi proibiti                          | Marina di Modica, Torino                                |
| 8       | 19 dicembre 2009 | Delitto in discoteca                     | Massimo Pietroni, Roma                                  |
| 9       | 7 marzo 2010     | Vite spezzate                            | Maria Carmela Linciano e Valentina Maiorano, Campobasso |
| 10      | 14 marzo 2010    | La follia di un mostro                   | Maria Carmela Linciano e Valentina Maiorano, Campobasso |
| 11      | 21 marzo 2010    | Uno strano amore                         | Pietro Arena, Enna                                      |
| 12      | 28 marzo 2010    | Il giorno della rosa                     | Pietro Arena, Enna                                      |

### Stagione 2010-2011
Le puntate di questa edizione sono state mandate in onda il sabato in terza serata (con orario d'inizio fissato alle 23:30 per la stagione autunnale e alle 23:45-23:50 per quella primaverile-estiva) su Rai 3.
| Puntata | Data              | Titolo                                   | Caso/Tribunale                   | Telespettatori | Share  |
| ------- | ----------------- | ---------------------------------------- | -------------------------------- | -------------- | ------ |
| 1       | 14 agosto 2010    | La strage di Erba secondo atto           | Strage di Erba, Como             | 1.307.000      | 14,46% |
| 2       | 21 agosto 2010    | La strage di Erba ultimo atto            | Strage di Erba, Como             | 1.454.000      | 15,64% |
| 3       | 28 agosto 2010    | Fabrizio Corona. Prendi i soldi e scatta | Fabrizio Corona, Milano          | 1.170.000      | 11,90% |
| 4       | 4 settembre 2010  | Gli obiettivi di Corona                  | Fabrizio Corona, Milano          | 1.378.000      | 15,43% |
| 5       | 11 settembre 2010 | Il bello del gossip                      | Fabrizio Corona, Milano          | 1.159.000      | 10.63% |
| 6       | 18 settembre 2010 | Camere oscure                            | Fabrizio Corona, Milano          | 1.207.000      | 9,61%  |
| 7       | 25 settembre 2010 | Sguardo in camera                        | Fabrizio Corona, Milano          | 1.086.000      | 8,36%  |
| 8       | 2 ottobre 2010    | Ritratti e ricatti                       | Fabrizio Corona, Milano          | 1.174.000      | 10,37% |
| 9       | 2 aprile 2011     | Via Poma: il fatto                       | Delitto di via Carlo Poma, Roma  | 815.000        | 6,79%  |
| 10      | 9 aprile 2011     | Via Poma: le indagini                    | Delitto di via Carlo Poma, Roma  | 767.000        | 6,79%  |
| 11      | 16 aprile 2011    | Via Poma: le prove                       | Delitto di via Carlo Poma, Roma  | [ 62 ]         | 7,07%  |
| 12      | 23 aprile 2011    | Via Poma: l'alibi                        | Delitto di via Carlo Poma, Roma  | 853.000        | 6,85%  |
| 13      | 30 aprile 2011    | Nato colpevole                           | Giovanna Reggiani, Roma          | 890.000        | 6,55%  |
| 14      | 7 maggio 2011     | La ragazza nel lago                      | Chiara Bariffi, Como             | 1.030.000      | 10,13% |
| 15      | 14 maggio 2011    | Il mistero del buco dell'oca             | Chiara Bariffi, Como             | 1.020.000      | 9,69%  |
| 16      | 28 maggio 2011    | Tiziana Deserto, innocente o colpevole?  | Omicidio di Maria Geusa, Perugia | 1.127.000      | 11,59% |
| 17      | 4 giugno 2011     | Una donna infelice                       | Omicidio di Maria Geusa, Perugia | 1.214.000      | 9,76%  |
| 18      | 11 giugno 2011    | Il giudizio d'Appello                    | Omicidio di Maria Geusa, Perugia | 1.195.000      | 12,24% |
| 19      | 18 giugno 2011    | Rapina in villa                          | Angela Panzeri, Como             | 972.000        | 9,09%  |
| 20      | 25 giugno 2011    | Una banda improvvisata                   | Angela Panzeri, Como             | 913.000        | 9,85%  |
| 21      | 23 luglio 2011    | G8 + 10: Un altro mondo è possibile?     | Fatti del G8 di Genova, Genova   | 630.000        | 6,66%  |

### Stagione 2011-2012
Le puntate di questa edizione sono state mandate in onda il sabato in terza serata (con orario d'inizio attorno alla mezzanotte).
| Puntata | Data              | Titolo                          | Caso/Tribunale                                             | Telespettatori | Share |
| ------- | ----------------- | ------------------------------- | ---------------------------------------------------------- | -------------- | ----- |
| 1       | 3 settembre 2011  | I tre fratelli                  | Salvatore Buglione, Napoli                                 | 782.000        | 8,80% |
| 2       | 10 settembre 2011 | Un destino in pochi metri       | Antonino Via, Trapani                                      | 719.000        | 8,30% |
| 3       | 17 settembre 2011 | I due lupi                      | Antonino Via, Trapani                                      | 806.000        | 6,45% |
| 4       | 24 settembre 2011 | Eroe per sempre                 | Antonino Via, Trapani                                      | 758.000        | 6,78% |
| 5       | 1º ottobre 2011   | San Giuliano: vincitori e vinti | Vittime della scuola di San Giuliano di Puglia, Campobasso | 658.000        | 6,06% |
| 6       | 8 ottobre 2011    | Gli angeli di San Giuliano      | Vittime della scuola di San Giuliano di Puglia, Campobasso | 681.000        | 6,06% |
| 7       | 15 ottobre 2011   | L'ispettore Morra               | Diouf Cheikh, Roma                                         | 874.000        | 6,74% |
| 8       | 7 gennaio 2012    | La morte dentro casa            | Gaspare Gabriele e Maria Elena Figuccio, Roma              | 685.000        | 6,22% |
| 9       | 14 gennaio 2012   | La menzogna che uccide          | Gaspare Gabriele e Maria Elena Figuccio, Roma              | 747.000        | 4,97% |
| 10      | 28 gennaio 2012   | Infanzia negata                 | Alessandro Mathas, Genova                                  | 780.000        | 5,8%  |
| 11      | 4 febbraio 2012   | La strage di San Gennaro        | Strage di Castel Volturno, Santa Maria Capua Vetere        | 571.000        | 3,88% |
| 12      | 11 febbraio 2012  | 'O Cecato                       | Strage di Castel Volturno, Santa Maria Capua Vetere        | 598.000        | 4,18% |
| 13      | 18 febbraio 2012  | Il giorno dopo                  | Strage di Castel Volturno, Santa Maria Capua Vetere        | 332.000        | 2,15% |
| 14      | 25 febbraio 2012  | Corona contro Adriano           | Fabrizio Corona, Milano                                    | 672.000        | 5,28% |
| 15      | 3 marzo 2012      | Corona contro Melandri e Coco   | Fabrizio Corona, Milano                                    | 703.000        | 5,30% |
| 16      | 10 marzo 2012     | L'innocenza di Corona           | Fabrizio Corona, Milano                                    | 861.000        | 6,29% |
| 17      | 17 marzo 2012     | L'ultima stazione               | Fortunato Calabrese e Giuseppe Virgillito, Catania         | 633.000        | 5,12% |

### Stagione 2012-2013
| Puntata | Data              | Titolo                           | Caso/Tribunale                  | Telespettatori | Share  |
| ------- | ----------------- | -------------------------------- | ------------------------------- | -------------- | ------ |
| 1       | 15 settembre 2012 | Via Poma atto secondo            | Delitto di via Carlo Poma, Roma | 443.000        | 3,52%  |
| 2       | 22 settembre 2012 | Via Poma: La guerra dei periti   | Delitto di via Carlo Poma, Roma | 497.000        | 4,49%  |
| 3       | 29 settembre 2012 | Profumo di donna                 | Mara Furlan, Firenze            | 656.000        | 4,93%  |
| 4       | 6 ottobre 2012    | Il tappeto rovesciato            | Mara Furlan, Firenze            | 644.000        | 5,29%  |
| 5       | 13 ottobre 2012   | L'ultimo ballo                   | Igor Franchini, Latina          | 935.000        | 7,89%  |
| 6       | 20 ottobre 2012   | Colpevole e innocente            | Igor Franchini, Latina          | 803.000        | 6,92%  |
| 7       | 27 ottobre 2012   | Marinalva si è fermata a Isernia | Marinalva Costa, Campobasso     | 1.093.000      | 9,05%  |
| 8       | 3 novembre 2012   | La morte in diretta              | Mariano Bacioterracino, Napoli  | 830.000        | 5,88%  |
| 9       | 13 aprile 2013    | Un tassista per bene             | Luca Massari, Milano            | 833.000        | 10,74% |
| 10      | 20 aprile 2013    | Una tragica fatalità             | Luca Massari, Milano            | 858.000        | 10,67% |
| 11      | 27 aprile 2013    | La scomparsa di Sarah            | Delitto di Avetrana, Taranto    | 936.000        | 11,04% |
| 12      | 4 maggio 2013     | Zio Michele                      | Delitto di Avetrana, Taranto    | 1.231.000      | 14,4%  |
| 13      | 11 maggio 2013    | Le due cugine                    | Delitto di Avetrana, Taranto    | 1.181.000      | 11,88% |
| 14      | 18 maggio 2013    | Sogno o son desto?               | Delitto di Avetrana, Taranto    | 1.246.000      | 13,63% |
| 15      | 25 maggio 2013    | La verità di zio Michele         | Delitto di Avetrana, Taranto    | 1.234.000      | 13,97% |
| 16      | 1º giugno 2013    | Ultimo atto: accusa e difesa     | Delitto di Avetrana, Taranto    | 1.096.000      | 8,10%  |
| 17      | 8 giugno 2013     | Il sistema Moggi                 | Calciopoli, Napoli              | 838.000        | 6,45%  |
| 18      | 15 giugno 2013    | Il caso Paparesta                | Calciopoli, Napoli              | 513.000        | 5,86%  |
| 19      | 22 giugno 2013    | La palla è rotonda               | Calciopoli, Napoli              | 519.000        | 5,34%  |

### Stagione 2013-2014
Le puntate di questa stagione sono andate in onda il sabato notte, con inizio attorno alle ore 0:20.
| Puntata | Data             | Titolo                                  | Caso/Tribunale                                  | Telespettatori | Share |
| ------- | ---------------- | --------------------------------------- | ----------------------------------------------- | -------------- | ----- |
| 1       | 19 ottobre 2013  | Il coraggio di una madre                | Teresa Buonocore, Napoli                        | 694.000        | 8,96% |
| 2       | 26 ottobre 2013  | La vendetta                             | Teresa Buonocore, Napoli                        | 872.000        | 8,19% |
| 3       | 2 novembre 2013  | Clinica Santa Rita: Impresa sanità      | Scandalo Clinica Santa Rita, Milano             | 830.000        | 7,98% |
| 4       | 9 novembre 2013  | Clinica Santa Rita: Operazione avidità  | Scandalo Clinica Santa Rita, Milano             | 679.000        | 7,08% |
| 5       | 16 novembre 2013 | Clinica Santa Rita: dentro la paura     | Scandalo Clinica Santa Rita, Milano             | 702.000        | 8,35% |
| 6       | 23 novembre 2013 | Stefano Cucchi: L'arresto               | Morte di Stefano Cucchi, Roma                   | 709.000        | 7,45% |
| 7       | 30 novembre 2013 | Stefano Cucchi: sette giorni per morire | Morte di Stefano Cucchi, Roma                   | 687.000        | 6,76% |
| 8       | 7 dicembre 2013  | Stefano Cucchi: sano e libero           | Morte di Stefano Cucchi, Roma                   | 432.000        | 4,95% |
| 9       | 12 aprile 2014   | Portato dal mare                        | Cristallo / Rubini, Roma                        | 677.000        | 6,81% |
| 10      | 19 aprile 2014   | Complici per una notte                  | Cristallo / Rubini, Roma                        | 707.000        | 5,52% |
| 11      | 26 aprile 2014   | Cristallo: ultimo atto                  | Cristallo / Rubini, Roma                        | 664.000        | 7,29% |
| 12      | 3 maggio 2014    | Bramosia di denaro                      | Dragan, Milano                                  | 883.000        | 9,25% |
| 13      | 10 maggio 2014   | Quando l'amore diventa ossessione       | Savasta, Milano                                 | 736.000        | 9,27% |
| 14      | 17 maggio 2014   | Le conseguenze dell'amore               | Savasta, Milano                                 | 629.000        | 8,44% |
| 15      | 24 maggio 2014   | 14 anni dopo                            | Pupillo, Bari                                   | 632.000        | 8,64% |
| 16      | 31 maggio 2014   | Occhi di ghiaccio                       | Pupillo, Bari                                   | 606.000        | 7,77% |
| 17      | 7 giugno 2014    | Omicidio nella terra dei fuochi         | Omicidio Michele Orsi, Santa Maria Capua Vetere | 687.000        | 7,87% |

### Stagione 2014-2015
Le puntate di questa stagione sono andate in onda il sabato notte, con inizio attorno alle ore 0:20.
| Puntata | Data             | Titolo                                        | Caso/Tribunale                   | Telespettatori | Share  |
| ------- | ---------------- | --------------------------------------------- | -------------------------------- | -------------- | ------ |
| 1       | 25 ottobre 2014  | Verità sepolte                                | Stazzi, Roma                     | 850.000        | 9,09%  |
| 2       | 1º novembre 2014 | La versione di Stazzi                         | Stazzi, Roma                     | 714.000        | 8,77%  |
| 3       | 8 novembre 2014  | La storia di Paula, una prostituta bambina    | Omicidio di Paula Burci, Ferrara | 711.000        | 9,79%  |
| 4       | 15 novembre 2014 | Stefano Cucchi: l'Appello                     | Morte di Stefano Cucchi, Roma    | 802.000        | 9,82%  |
| 5       | 22 novembre 2014 | Stefano Cucchi: le verità del processo        | Morte di Stefano Cucchi, Roma    | 610.000        | 6,37%  |
| 6       | 29 novembre 2014 | Il cielo su Gambara                           | Grigoletto, Brescia              | 789.000        | 9,17%  |
| 7       | 6 dicembre 2014  | Il prezzo della menzogna                      | Grigoletto, Brescia              | 750.000        | 8,91%  |
| 8       | 13 dicembre 2014 | Un corpo spezzato                             | Bisceglia, Teramo                | 715.000        | 10,0%  |
| 9       | 20 dicembre 2014 | Profumo di morte                              | Bisceglia, Teramo                | 784.000        | 8,39 % |
| 10      | 28 marzo 2015    | Maria Concetta Cacciola. Una storia calabrese | Cacciola, Palmi                  | 538.000        | 6,75%  |
| 11      | 4 aprile 2015    | O cu nui o cu iddi                            | Cacciola, Palmi                  | 567.000        | 4,92%  |
| 12      | 12 aprile 2015   | Senza tracce                                  | Di Paolo, Campobasso             | 677.000        | 6,81%  |
| 13      | 19 aprile 2015   | Mauro Rostagno: una storia italiana           | Delitto Rostagno, Trapani        | 707.000        | 5,52%  |
| 14      | 25 aprile 2015   | Mauro Rostagno: io so' pazzo                  | Delitto Rostagno, Trapani        | 623.000        | 5,49%  |
| 15      | 2 maggio 2015    | L'amico del padrone                           | Del Papa, Spoleto                | 586.000        | 7,30%  |
| 16      | 9 maggio 2015    | Spari sulla città                             | Annalisa Durante, Napoli         | 836.000        | 11,44% |
| 17      | 16 maggio 2015   | Luciana Cristallo: secondo grado              | Cristallo / Rubini, Roma         | 747.000        | 9,93%  |
| 18      | 23 maggio 2015   | In nome dei figli                             | Cristallo / Rubini, Roma         | 620.000        | 7,72%  |

### Stagione 2015-2016
Le puntate di questa stagione sono state mandate in onda il sabato in terza serata (con orari d'inizio variabili, compresi tra le 23:05 e 0:40).
| Puntata | Data             | Titolo                                   | Caso/Tribunale                | Telespettatori | Share  |
| ------- | ---------------- | ---------------------------------------- | ----------------------------- | -------------- | ------ |
| 1       | 7 novembre 2015  | Aquila 7. Ultima corsa                   | Righi, Milano                 | 504.000        | 6,8%   |
| 2       | 21 novembre 2015 | L'ape regina                             | Affaire Bunga bunga, Bari     | 516.000        | 7,83 % |
| 3       | 28 novembre 2015 | Invito a corte                           | Affaire Bunga bunga, Bari     | 684.000        | 5,88%  |
| 4       | 5 dicembre 2015  | Un anno da leone                         | Affaire Bunga bunga, Bari     | 988.000        | 8,66%  |
| 5       | 12 dicembre 2015 | Patrizia D'Addario e il principe azzurro | Affaire Bunga bunga, Bari     | 1.067.000      | 8,74%  |
| 6       | 19 dicembre 2015 | Il papi buono                            | Affaire Bunga bunga, Bari     | 1.230.000      | 10.90% |
| 7       | 9 gennaio 2016   | Le amiche del cuore                      | Affaire Bunga bunga, Bari     | 660.000        | 7,08%  |
| 8       | 16 gennaio 2016  | Il sistema Tarantini                     | Affaire Bunga bunga, Bari     | 755.000        | 6,95%  |
| 9       | 16 aprile 2016   | Sangue lava sangue                       | Omicidio Lea Garofalo, Milano | 461.000        | 8,00%  |
| 10      | 23 aprile 2016   | L'ultimo fotogramma                      | Omicidio Lea Garofalo, Milano | 386.000        | 5,80%  |
| 11      | 30 aprile 2016   | Il ragioniere di Arese                   | Pizzocolo, Busto Arsizio      | 671.000        | 10,26% |
| 12      | 7 maggio 2016    | Le ossessioni del ragioniere             | Pizzocolo, Busto Arsizio      | 477.000        | 8,16%  |
| 13      | 14 maggio 2016   | La retata dei vigili urbani              | Emmanuel Bonsu, Parma         | 531.000        | 8,80%  |
| 14      | 21 maggio 2016   | Emmanuel Bonsu, uno studente troppo nero | Emmanuel Bonsu, Parma         | 485.000        | 8,57%  |
| 15      | 18 giugno 2016   | El portava i scarp del tennis            | Polfer, Milano                | 730.000        | 5,48%  |
| 16      | 25 giugno 2016   | Pino il falegname                        | Polfer, Milano                | 596.000        | 4,63%  |

### Stagione 2016-2017
Le puntate sono state mandate in onda il sabato in terza serata alle 00:10 (circa).
| Puntata | Data              | Titolo                                   | Caso/Tribunale                                          | Telespettatori | Share  |
| ------- | ----------------- | ---------------------------------------- | ------------------------------------------------------- | -------------- | ------ |
| 1       | 17 settembre 2016 | La preghiera di Khan                     | Balducci, Roma                                          | 549.000        | 4,47%  |
| 2       | 24 settembre 2016 | Tor Pignattara                           | Balducci, Roma                                          | 602.000        | 6,12%  |
| 3       | 1º ottobre 2016   | La coscienza di Stazzi                   | Stazzi, Roma                                            | 596.000        | 5,66%  |
| 4       | 8 ottobre 2016    | La mano destra di Dio                    | Stazzi, Roma                                            | 611.000        | 7,71%  |
| 5       | 15 ottobre 2016   | Chi ha ucciso Ale?                       | Rasero, Milano/Genova                                   | 790.000        | 9,59%  |
| 6       | 22 ottobre 2016   | Un tranquillo filippino                  | Santander, Roma                                         | 486.000        | 5,93%  |
| 7       | 29 ottobre 2016   | Una difficile convivenza                 | Santander, Roma                                         | 540.000        | 6.07%  |
| 8       | 5 novembre 2016   | Il cuore di Orsola                       | Calvia, Sassari                                         | 858.000        | 8,61%  |
| 9       | 12 novembre 2016  | La verità corre sul filo                 | Calvia, Sassari                                         | 681.000        | 8,50%  |
| 10      | 19 novembre 2016  | Fabrizio Corona: la rana e lo scorpione  | Fabrizio Corona, Milano                                 | 937.000        | 9,77%  |
| 11      | 10 dicembre 2016  | A sangue freddo                          | Sorrentino, Napoli                                      | 777.000        | 8,80%  |
| 12      | 17 dicembre 2016  | Il quarto comandamento                   | Sorrentino, Napoli                                      | 714.000        | 7,70%  |
| 13      | 1º aprile 2017    | 26 agosto 2010, il delitto di Avetrana   | Delitto di Avetrana, Taranto                            | 601.000        | 5,33%  |
| 14      | 8 aprile 2017     | Le versioni di zio Michele               | Delitto di Avetrana, Taranto                            | 673.000        | 7,3%   |
| 15      | 15 aprile 2017    | Sabrina e Cosima, la fine di tutto       | Delitto di Avetrana, Taranto                            | 623.000        | 7,23%  |
| 16      | 22 aprile 2017    | Saviano & Capacchione: le parole scomode | Minacce a Roberto Saviano e Rosaria Capacchione, Napoli | 547.000        | 6,40%  |
| 17      | 29 aprile 2017    | Natale a casa Calevo                     | Destri, La Spezia                                       | 510.000        | 4,86%  |
| 18      | 6 maggio 2017     | Il quarto uomo                           | Destri, La Spezia                                       | 625.000        | 8,74%  |
| 19      | 13 maggio 2017    | Jason scompare nel nulla                 | Pruscino / Reginella, Macerata                          | 591.000        | 6,71%  |
| 20      | 20 maggio 2017    | Una coppia difficile                     | Pruscino / Reginella, Macerata                          | 799.000        | 10,09% |
| 21      | 10 giugno 2017    | Processo a Totò Riina                    | Salvatore Riina, Palermo                                | 517.000        | 6,84%  |

### Stagione 2017-2018
Le puntate sono andate in onda il sabato in terza serata, attorno alle ore 00:20, tranne che per le ultime due, trasmesse la domenica alle 21:30.
| Puntata | Data              | Titolo                               | Caso/Tribunale                  | Telespettatori | Share |
| ------- | ----------------- | ------------------------------------ | ------------------------------- | -------------- | ----- |
| 1       | 30 settembre 2017 | Giuseppe Uva: la notte dei lupi      | Morte di Giuseppe Uva, Varese   | 439.000        | 4,99% |
| 2       | 7 ottobre 2017    | Processo Uva: la resa dei conti      | Morte di Giuseppe Uva, Varese   | 605.000        | 7,51% |
| 3       | 14 ottobre 2017   | Il gigante buono                     | Buono, Napoli                   | 469.000        | 7,44% |
| 4       | 21 ottobre 2017   | Johnny lo zingaro il Fuggitivo       | Mastini, Roma                   | 574.000        | 7,06% |
| 5       | 28 ottobre 2017   | Troviamo Francesca!                  | Bilella, Grosseto               | 601.000        | 7,07% |
| 6       | 4 novembre 2017   | Il rifiuto                           | Bilella, Grosseto               | 639.000        | 7,54% |
| 7       | 11 novembre 2017  | Appuntamento con la morte            | Bilella, Grosseto               | 668.000        | 7,40% |
| 8       | 18 novembre 2017  | Ciro Esposito. Sangue azzurro        | De Santis, Roma                 | 468.000        | 5,43% |
| 9       | 25 novembre 2017  | Daniele De Santis. Attacco o difesa? | De Santis, Roma                 | 472.000        | 5,48% |
| 10      | 2 dicembre 2017   | The family. La famiglia Bossi        | Belsito/Bossi, Milano           | 582.000        | 6,98% |
| 11      | 17 marzo 2018     | La consegna                          | Furchì, Torino                  | 512.000        | 4,20% |
| 12      | 24 marzo 2018     | L'uomo col casco                     | Furchì, Torino                  | 531.000        | 6,58% |
| 13      | 31 marzo 2018     | La passione di Dj Fabo               | Marco Cappato, Milano           | 501.000        | 4,20% |
| 14      | 7 aprile 2018     | Dj Fabo libero di morire             | Marco Cappato, Milano           | 520.000        | 5,56% |
| 15      | 14 aprile 2018    | I diari di Eva                       | Faré, Busto Arsizio             | 652.000        | 8,43% |
| 16      | 21 aprile 2018    | La suora cattiva                     | Faré, Busto Arsizio             | 571.000        | 7,63% |
| 17      | 28 aprile 2018    | L'oratorio dei veleni                | Faré, Busto Arsizio             | 530.000        | 6,41% |
| 18      | 5 maggio 2018     | Il mistero della cella 20            | Morte di Aldo Bianzino, Perugia | 614.000        | 6,47% |
| 19      | 20 maggio 2018    | Noi e Loro                           | Affaire bunga bunga, Bari       | 1.084.000      | 4,92% |
| 20      | 27 maggio 2018    | Un canaro a Cannes                   | De Negri, Roma                  | 712.000        | 3,19% |

### Stagione 2018-2019
Le puntate del primo ciclo sono andate in onda il sabato in terza serata, con orario di inizio attorno alla mezzanotte, mentre le quattro puntate del secondo ciclo sono andate in onda la domenica in prima serata.
| Puntata | Data              | Titolo                             | Caso/Tribunale                         | Telespettatori | Share |
| ------- | ----------------- | ---------------------------------- | -------------------------------------- | -------------- | ----- |
| 1       | 22 settembre 2018 | L'ultima notte di Kimberly         | Alessi, Firenze                        | 519.000        | 6,17% |
| 2       | 29 settembre 2018 | Un oscuro bisogno di uccidere      | Alessi, Firenze                        | 511.000        | 5,51% |
| 3       | 6 ottobre 2018    | L'untore                           | Talluto, Roma                          | 635.000        | 5,27% |
| 4       | 13 ottobre 2018   | Le ragazze coraggiose              | Talluto, Roma                          | 761.000        | 6,83% |
| 5       | 20 ottobre 2018   | Aveva la faccia di Daniele         | Severini, Roma                         | 595.000        | 4,26% |
| 6       | 27 ottobre 2018   | Castelli di polvere                | Fragalà/Pisani, Frosinone              | 526.000        | 5,67% |
| 7       | 3 novembre 2018   | Alla ricerca del movente           | Fragalà/Pisani, Frosinone              | 450.000        | 6,63% |
| 8       | 10 novembre 2018  | L'uomo nero                        | Mathammud, Milano                      | 399.000        | 6,64% |
| 9       | 28 aprile 2019    | Un colpo d'aria - Il caso Ciontoli | Omicidio di Marco Vannini, Roma        | 1.559.000      | 7,15% |
| 10      | 5 maggio 2019     | Roberto Spada. Ultima ripresa      | Processo a Roberto Spada, Roma         | 818.000        | 3,73% |
| 11      | 12 maggio 2019    | Gianni il bello                    | Omicidio di Sabine Maccarrone, Marsala | 945.000        | 4,38% |
| 12      | 19 maggio 2019    | Un bambino senza nome              | Di Nardi/Mattia, Cassino               | 1.241.000      | 5,50% |

### Stagione 2019-2020
Le puntate sono andate in onda la domenica alle 21:30, tranne la puntata numero 8, trasmessa nella seconda serata del venerdì. Le puntate trasmesse nel 2020, di due ore anziché una, sono andate in onda la domenica in prima serata con due storie narrate.
| Puntata | Data             | Titolo                                                          | Caso/Tribunale                                         | Telespettatori | Share |
| ------- | ---------------- | --------------------------------------------------------------- | ------------------------------------------------------ | -------------- | ----- |
| 1       | 27 ottobre 2019  | Il fuoco non lascia tracce                                      | Omicidio di Marisa Maldera, Varese                     | 914.000        | 3,73% |
| 2       | 3 novembre 2019  | Mio padre, il signor Piccolomo                                  | Omicidio di Marisa Maldera, Varese                     | 1.064.000      | 4,03% |
| 3       | 17 novembre 2019 | Stefano Cucchi: Le verità nascoste                              | Morte di Stefano Cucchi, Roma                          | 1.027.000      | 3,98% |
| 4       | 24 novembre 2019 | Stefano Cucchi: la linea dell'Arma                              | Morte di Stefano Cucchi, Roma                          | 902.000        | 3,54% |
| 5       | 1º dicembre 2019 | Caccia al lader                                                 | Mirco Franzoni, Brescia                                | 844.000        | 3,40% |
| 6       | 8 dicembre 2019  | Un prete di campagna                                            | Don Pusceddu, Cagliari                                 | 887.000        | 3,63% |
| 7       | 15 dicembre 2019 | La strana morte di Alfredo Cappelletti                          | Alessandro Cozzi, Milano                               | 712.000        | 2,94% |
| 8       | 20 dicembre 2019 | Il lato oscuro del buon maestro                                 | Alessandro Cozzi, Milano                               | 384.000        | 2,52% |
| 9       | 3 maggio 2020    | Gina Lollobrigida: una diva da sposare / Un angelo a Brancaccio | Francisco Rigau, Roma / Michele Mercurio, Palermo      | 1.303.000      | 4,71% |
| 10      | 10 maggio 2020   | Ivana non c'è più / La scomparsa di Gloria Rosboch              | Michele Mercurio, Palermo / Caterina Abbattista, Ivrea | 1.166.000      | 4,43% |
| 11      | 17 maggio 2020   | Gloria Rosboch, truffata dall'amore / Un bravo ragazzo          | Caterina Abbattista, Ivrea / Valentino Talluto, Roma   | 1.165.000      | 4,62% |
| 12      | 24 maggio 2020   | Il virus dell'amore / Voci dal carcere                          | Valentino Talluto, Roma / Vandi + 4, Sassari           | 997.000        | 4,04% |
| 13      | 31 maggio 2020   | Cella liscia nº3 / La stanza del piacere                        | Vandi + 4, Sassari / Damonte, Alessandria              | 886.000        | 3,81% |

### Stagione 2020-2021
Le puntate sono andate in onda il sabato in seconda serata.
| Puntata | Data              | Titolo                                   | Caso/Tribunale                                   | Telespettatori | Share |
| ------- | ----------------- | ---------------------------------------- | ------------------------------------------------ | -------------- | ----- |
| 1       | 19 settembre 2020 | Le maldicenze di un pappagallo           | Omicidio di Maria Bonaria Contu, Cagliari        | 268.000        | 4,03% |
| 2       | 26 settembre 2020 | Le colpe di Abele                        | Omicidio di Luca Tromboni, Milano                | 418.000        | 4,24% |
| 3       | 3 ottobre 2020    | Marco Vannini: alla ricerca della verità | Omicidio di Marco Vannini, Roma                  | 425.000        | 5,24% |
| 4       | 10 ottobre 2020   | Una vita a perdere                       | Omicidio di Gloria Pompili, Latina               | 497.000        | 5,33% |
| 5       | 17 ottobre 2020   | Gli innocenti                            | Omicidio di Gloria Pompili, Latina               | 380.000        | 4,69% |
| 6       | 24 ottobre 2020   | Chi ha visto Nicola Di Paolo?            | Scomparsa di Nicola Di Paolo, Campobasso/Salerno | 543.000        | 7,11% |
| 7       | 31 ottobre 2020   | La tela del ragno                        | Raffaele Rullo e Antonietta Biancaniello, Milano | 528.000        | 7,79% |
| 8       | 7 novembre 2020   | Costretta ad uccidere                    | Raffaele Rullo e Antonietta Biancaniello, Milano | 566.000        | 4,83% |
| 9       | 14 novembre 2020  | I sogni infranti di Janira               | Omicidio di Janira D'Amato, Savona               | 519.000        | 7,49% |
| 10      | 8 maggio 2021     | Raffaele Cutolo, la fine di un boss      | Omicidio di Vincenzo Casillo, Roma               | 384.000        | 6,3%  |
| 11      | 15 maggio 2021    | Il delitto di Chiaia                     | Omicidio di Vittorio Materazzo, Napoli           | 400.000        | 6,74% |
| 12      | 22 maggio 2021    | Figlio di un Dio minore                  | Omicidio di Vittorio Materazzo, Napoli           | 375.000        | 6,2%  |
| 13      | 29 maggio 2021    | Il viaggio della paura                   | Sequestro di un pullman scolastico, Milano       | 339.000        | 6,32% |
| 14      | 5 giugno 2021     | La fine di un uomo solo                  | Omicidio di Antonio Tucci, Grosseto              | 355.000        | 6,57% |
| 15      | 12 giugno 2021    | La verità è dentro di me                 | Concorso morale in omicidio, Roma                | 393.000        | 5,04% |
| 16      | 19 giugno 2021    | L'onnipotente Davide Rissi               | Concorso morale in omicidio, Roma                | 305.000        | 4,4%  |

### Stagione 2021-2022
Le puntate sono andate in onda il sabato in seconda serata.
| Puntata | Data              | Titolo                                   | Caso/Tribunale                               | Telespettatori | Share  |
| ------- | ----------------- | ---------------------------------------- | -------------------------------------------- | -------------- | ------ |
| 1       | 18 settembre 2021 | Donato Bilancia: l'abisso della crudeltà | Donato Bilancia, Genova                      | 200.000        | 4,37%  |
| 2       | 25 settembre 2021 | Quando il destino uccide                 | Massimo Galioto, Roma                        | 343.000        | 4,64%  |
| 3       | 2 ottobre 2021    | Senza tetto né legge                     | Massimo Galioto, Roma                        | 282.000        | 4,2%   |
| 4       | 9 ottobre 2021    | Lo strano caso Piccolomo                 | Omicidio di Marisa Maldera, Varese           | 315.000        | 6,37%  |
| 5       | 16 ottobre 2021   | I Barbudos della Sanità                  | Strage delle Fontanelle, Napoli              | 278.000        | 3,50%  |
| 6       | 23 ottobre 2021   | Delitto sul Po                           | Omicidio di Lavdije Kruja, Milano            | 370.000        | 6,72%  |
| 7       | 30 ottobre 2021   | Quando muore lo sport                    | Omicidio di Ciro Esposito, Roma              | 386.000        | 4,51%  |
| 8       | 6 novembre 2021   | La guerra di Mauro                       | Omicidio di Mauro Guerra, Rovigo             | 338.000        | 4,30%  |
| 9       | 13 novembre 2021  | Schiavi mai                              | Omicidio di Sumaila Sacko, Catanzaro         | 298.000        | 4,42%  |
| 10      | 20 novembre 2021  | Una ragazza fuori sede                   | Scomparsa di Sonia Marra, Perugia            | 365.000        | 5,88%  |
| 11      | 27 novembre 2021  | La verità perduta                        | Scomparsa di Sonia Marra, Perugia            | 334.000        | 4,58%  |
| 12      | 7 maggio 2022     | Marta Russo: per chi suona la campana    | Omicidio di Marta Russo, Roma                | 299.000        | 5,23%  |
| 13      | 14 maggio 2022    | Marta Russo: una storia italiana         | Omicidio di Marta Russo, Roma                | 250.000        | 3,07%  |
| 14      | 21 maggio 2022    | Mario Cerciello: un uomo buono           | Omicidio di Mario Cerciello Rega, Roma       | 279.000        | 6,549% |
| 15      | 28 maggio 2022    | Tutto in una notte                       | Omicidio di Mario Cerciello Rega, Roma       | 381.000        | 4,7%   |
| 16      | 4 giugno 2022     | La trappola                              | Omicidio di Renata Rapposelli, Teramo        | 365.000        | 7,07%  |
| 17      | 11 giugno 2022    | Riunione di famiglia                     | Omicidio di Renata Rapposelli, Teramo        | 306.000        | 6,10%  |
| 18      | 18 giugno 2022    | L'ultimo respiro di George Floyd         | Omicidio di George Floyd, Minneapolis        | 227.000        | 4,64%  |
| 19      | 9 luglio 2022     | Arrivano i Bianchi                       | Omicidio di Willy Monteiro Duarte, Frosinone | 544.000        | 6,72%  |

### Stagione 2022-2023
Le puntate sono andate in onda il sabato in seconda serata.
| Puntata | Data             | Titolo                                           | Caso/Tribunale                           | Telespettatori | Share |
| ------- | ---------------- | ------------------------------------------------ | ---------------------------------------- | -------------- | ----- |
| 1       | 1º ottobre 2022  | L'ultimo sacramento                              | Don Paolo Piccoli, Trieste               | 403.000        | 4,12% |
| 2       | 15 ottobre 2022  | Ad ogni costo                                    | Rapimento di Chloe Ayling, Milano        | 305.000        | 5,98% |
| 3       | 22 ottobre 2022  | La mala fede                                     | Suor Mariangela Farè, Busto Arsizio      | 375.000        | 7,15% |
| 4       | 29 ottobre 2022  | Ilenia, una di meno                              | Omicidio di Ilenia Fabbri, Faenza        | 299.000        | 5,15% |
| 5       | 5 novembre 2022  | L'amore impossibile                              | Omicidio di Maria Paola Gaglione, Napoli | 334.000        | 6,22% |
| 6       | 12 novembre 2022 | Il coraggio di essere diversə                    | Omicidio di Maria Paola Gaglione, Napoli | 344.000        | 6,12% |
| 7       | 19 novembre 2022 | Wanna e Stefania regine della truffa             | Wanna Marchi, Milano                     | 357.000        | 3,61% |
| 8       | 3 dicembre 2022  | Wanna, Stefania e il maestro di vita             | Wanna Marchi, Milano                     | 315.000        | 4,7%  |
| 9       | 10 dicembre 2022 | Il difficile cammino della giustizia             | Omicidio di Paula Burci, Ferrara         | 357.000        | 5,02% |
| 10      | 17 dicembre 2022 | La ricerca della seconda vita                    | Omicidio di Paolo Vaj, Treviso           | 263.000        | 3,44% |
| 11      | 6 maggio 2023    | La casa degli orrori                             | Casa di riposo Villa Rosanna, Trapani    | 252.000        | 5,6%  |
| 12      | 20 maggio 2023   | La guerra dei Depp (prima parte)                 | Johnny Depp, Virginia                    | 263.000        | 5,09% |
| 13      | 27 maggio 2023   | La guerra dei Depp (seconda parte)               | Johnny Depp, Virginia                    | 287.000        | 6,13% |
| 14      | 3 giugno 2023    | I soliti quattro                                 | Casa di riposo Villa Rosanna, Trapani    | 288.000        | 5,13% |
| 15      | 10 giugno 2023   | Serena Mollicone: la strada perduta              | Omicidio di Serena Mollicone, Cassino    | 312.000        | 4,9%  |
| 16      | 17 giugno 2023   | Serena Mollicone: le confessioni di Santino Tuzi | Omicidio di Serena Mollicone, Cassino    | 256.000        | 4,40% |
| 17      | 24 giugno 2023   | Serena Mollicone: presunti colpevoli             | Omicidio di Serena Mollicone, Cassino    | 301.000        | 3,7%  |

### Stagione 2023-2024
Le puntate del primo ciclo sono andate in onda il sabato in seconda serata mentre quelle del secondo ciclo nella prima serata del venerdì. 
| Puntata | Data             | Titolo                                    | Caso/Tribunale                                                    | Telespettatori | Share |
| ------- | ---------------- | ----------------------------------------- | ----------------------------------------------------------------- | -------------- | ----- |
| 1       | 7 ottobre 2023   | Benno Neumair, una storia di famiglia     | Omicidio di Peter Neumair e Laura Perselli, Bolzano               | 336.000        | 7,83% |
| 2       | 14 ottobre 2023  | Benno Neumair, bad or mad                 | Omicidio di Peter Neumair e Laura Perselli, Bolzano               | 326.000        | 6,87% |
| 3       | 21 ottobre 2023  | Un destino segnato                        | Omicidio di Jason Pruscino, Macerata                              | 385.000        | 5,73% |
| 4       | 28 ottobre 2023  | Omicidio per gioco                        | Omicidio di Emma Grilli, Ancona                                   | 381.000        | 7,08% |
| 5       | 4 novembre 2023  | Due processi in una notte                 | Omicidio di Emma Grilli, Ancona Omicidio di Nicola Picone, Napoli | 261.000        | 4,6%  |
| 6       | 11 novembre 2023 | Don Livio, l'ultimo barone di Gioia Tauro | Omicidio di Livio Musco, Palmi                                    | 232.000        | 4,01% |
| 7       | 18 novembre 2023 | Gina Lollobrigida, ancora con noi         | Francisco Rigau, Roma                                             | 344.000        | 5,48% |
| 8       | 25 novembre 2023 | Luca Sacchi: cronaca di un delitto        | Omicidio di Luca Sacchi, Roma                                     | 311.000        | 6,41% |
| 9       | 2 dicembre 2023  | Tutti bravi ragazzi                       | Omicidio di Luca Sacchi, Roma                                     | 293.000        | 5%    |
| 10      | 9 dicembre 2023  | Mioara è così                             | Omicidio di Giuseppe Cardoselli, Frosinone                        | 270.000        | 4,21% |
| 11      | 1º marzo 2024    | Rosa e Olindo. L'ultima sentenza          | Strage di Erba - puntata Speciale                                 | 745.000        | 4,13% |
| 12      | 31 maggio 2024   | Alessia Pifferi: i giorni dell'abbandono  | Infanticidio di Diana Pifferi, Milano                             | 1.133.000      | 6,23% |
| 13      | 7 giugno 2024    | Gli affetti più cari                      | Omicidio di Laura Ziliani, Brescia                                | 874.000        | 5,22% |
| 14      | 14 giugno 2024   | Tiziana Morandi, la mantide della Brianza | Tiziana Morandi, Monza                                            | 1.134.000      | 7,00% |

### Stagione 2024-2025
Le puntate del primo ciclo sono andate in onda il sabato in seconda serata; la puntata speciale del 3 dicembre è andata in onda in prima serata. Le puntate del secondo ciclo sono state trasmesse nella prima serata del martedì.
| Puntata            | Data              | Titolo                            | Caso/Tribunale                                         | Telespettatori | Share |
| ------------------ | ----------------- | --------------------------------- | ------------------------------------------------------ | -------------- | ----- |
| 1                  | 14 settembre 2024 | Saman, vita e libertà             | Omicidio di Saman Abbas, Reggio Emilia                 | 332.000        | 4,09% |
| 2                  | 21 settembre 2024 | Il Clan degli Abbas               | Omicidio di Saman Abbas, Reggio Emilia                 | 237.000        | 2,87% |
| 3                  | 28 settembre 2024 | Cranio Randagio                   | Morte di Cranio Randagio, Roma                         | 233.000        | 2,93% |
| 4                  | 5 ottobre 2024    | Chi salva una vita salva il mondo | Naufragio di bambini, Roma                             | 196.000        | 2,12% |
| 5                  | 12 ottobre 2024   | L'ingiustizia sulla pelle         | Emmanuel Bonsu, Parma                                  | 293.000        | 3,16% |
| 6                  | 26 ottobre 2024   | L'incappucciato                   | Omicidio di Gianna Del Gaudio, Brescia                 | 291.000        | 3,19% |
| 7                  | 2 novembre 2024   | Divieto di sosta                  | Omicidio di Maurizio Cerrato, Napoli                   | 247.000        | 3,3%  |
| 8                  | 9 novembre 2024   | Minghella, il mostro di Genova    | Omicidio di Floreta Islami, Torino                     | 197.000        | 2,52% |
| 9                  | 16 novembre 2024  | Delitti in Barbagia               | Processo Cubeddu, Nuoro                                | 278.000        | 3,4%  |
| 10                 | 23 novembre 2024  | L'umiliazione                     | Processo Cubeddu, Nuoro                                | 314.000        | 4,09% |
| 11                 | 30 novembre 2024  | Pizzocolo: l'Appello              | Andrea Pizzocolo, Milano                               | 316.000        | 4,05% |
| Speciale           | 3 dicembre 2024   | Giulia                            | Omicidio di Giulia Cecchettin, Venezia                 | 1.023.000      | 5,27% |
| 12                 | 7 dicembre 2024   | La morte sotto al Vesuvio         | Morte di Tullio Pagliaro e Giuseppe Fusella, Napoli    | 379.000        | 6,4%  |
| 13                 | 14 dicembre 2024  | Passione d'amore                  | Caterina Abbattista, Torino                            | 318.000        | 4,36% |
| 14                 | 8 aprile 2025     | Diabolik                          | Omicidio di Fabrizio Piscitelli, Roma                  | 488.000        | 2,4%  |
| 15 (prima parte)   | 15 aprile 2025    | Diabolik: la sentenza             | Omicidio di Fabrizio Piscitelli, Roma                  | 495.000        | 2,7%  |
| 15 (seconda parte) | 15 aprile 2025    | Una coppia felice                 | Omicidio di Daniele de Santis ed Eleonora Manta, Lecce | 495.000        | 2,7%  |
| 16                 | 29 aprile 2025    | La fuitina di Agata               | Omicidio di Agata Scuto, Catania                       | 731.000        | 3,9%  |
| 17                 | 6 maggio 2025     | La piccola guerriera              | Omicidio di Emanuela Di Fonzo, Bari                    | 612.000        | 2,9%  |

## Speciali

### Le trame
| Puntata | Data              | Titolo                                         | Caso/Tribunale                                       |
| ------- | ----------------- | ---------------------------------------------- | ---------------------------------------------------- |
| 1       | 28 agosto 1989    | La strage nella valigia. Bologna 2 agosto 1980 | Strage di Bologna (processo di primo grado), Bologna |
| 2       | 4 settembre 1989  | Processo Piperno, ex leader di Potere Operaio  | Processo 7 aprile (ultimo troncone), Roma            |
| 3       | 11 settembre 1989 | Maxi processo alla mafia. 1986-1989            | Maxiprocesso (primo e secondo grado), Palermo        |
| 4       | 18 settembre 1989 | Morte di un camorrista - 1 parte               | Raffaele Cutolo, Roma                                |
| 5       | 25 settembre 1989 | Morte di un camorrista - 2 parte               | Raffaele Cutolo, Roma                                |

### Giustizia negata
| Puntata | Data           | Titolo                                | Caso/Tribunale                                  |
| ------- | -------------- | ------------------------------------- | ----------------------------------------------- |
| 1       | 1º aprile 1991 | Gli imputati di strage                | Strage di Bologna (processo d'appello), Bologna |
| 2       | 3 aprile 1991  | I cattivi maestri e i servizi segreti | Strage di Bologna (processo d'appello), Bologna |

### Crimini e misfatti
| Puntata | Data           | Titolo                 | Caso/Tribunale |
| ------- | -------------- | ---------------------- | -------------- |
| 1       | 25 giugno 1992 | Il processo Brando     |                |
| 2       | 2 luglio 1992  | Il mostro di Milwaukee |                |
| 3       | 9 luglio 1992  | Il giovane Kennedy     |                |
| 4       | 16 luglio 1992 | Un processo in Francia |                |